# Élections départementales de 2021 dans le Nord
Les élections départementales dans le Nord ont lieu les 20 et 27 juin 2021.

## Contexte départemental
Le président du département du Nord, Jean-René Lecerf a annoncé en septembre 2020 qu'il ne briguera pas de nouveau mandat. C'est Christian Poiret, président de Douaisis Agglo qui lui succède pour conduire l'Union pour le Nord à ces élections. Il a été désigné dans un vote interne de la majorité LR, DVD, UDI. Ces élections se déroulent dans le contexte de Pandémie de Covid-19. Les élections se tiennent les 20 et 27 juin 2021. Le 13 avril 2021, le Parti socialiste (France), Europe Écologie Les Verts et le Parti communiste français annoncent un rassemblement dans "un maximum de cantons dès le 1er tour" pour gagner le département.

### Assemblée départementale sortante
Avant les élections, le conseil départemental du Nord est présidé par Jean-René Lecerf (DVD). Il comprend 82 conseillers départementaux issus des 41 cantons du Nord.
| Président du conseil départemental   |       |       |      |                                                |
| Jean-René Lecerf (DVD)               |       |       |      |                                                |
| Parti                                | Sigle | Sigle | Élus | Groupes                                        |
| Majorité (52 sièges)                 |       |       |      |                                                |
| Les Républicains                     |       | LR    | 21   | Union pour le Nord                             |
| Divers droite                        |       | DVD   | 17   | Union pour le Nord                             |
| Union des démocrates et indépendants |       | UDI   | 11   | Union pour le Nord                             |
| Mouvement radical                    |       | MR    | 2    | Union pour le Nord                             |
| Agir                                 |       | Agir  | 1    | Union pour le Nord                             |
| Minorité (1 siège)                   |       |       |      |                                                |
| La République en marche              |       | LREM  | 1    | Non-inscrite                                   |
| Opposition (29 sièges)               |       |       |      |                                                |
| Parti socialiste                     |       | PS    | 14   | Socialiste, radical et citoyen                 |
| Divers gauche                        |       | DVG   | 4    | Socialiste, radical et citoyen                 |
| Parti radical de gauche              |       | PRG   | 1    | Socialiste, radical et citoyen                 |
| Parti communiste français            |       | PCF   | 8    | Communiste, républicain, citoyen et apparentés |
| Divers gauche                        |       | DVG   | 2    | Communiste, républicain, citoyen et apparentés |

## Système électoral
Les élections ont lieu au scrutin majoritaire binominal à deux tours. Le système est paritaire : les candidatures sont présentées sous la forme d'un binôme composé d'une femme et d'un homme avec leurs suppléants (une femme et un homme également).
Pour être élu au premier tour, un binôme doit obtenir la majorité absolue des suffrages exprimés et un nombre de suffrages au moins égal à 25 % des électeurs inscrits. Si aucun binôme n'est élu au premier tour, seuls peuvent se présenter au second tour les binômes qui ont obtenu un nombre de suffrages au moins égal à 12,5 % des électeurs inscrits, sans possibilité pour les binômes de fusionner. Est élu au second tour le binôme qui obtient le plus grand nombre de voix.

## Résultats à l'échelle du département

### Résultats par nuances
| Binômes                  | Binômes                             | Binômes                  | Premier tour | Premier tour | Premier tour | Second tour | Second tour   | Second tour | Total | +/-           |  |
| Binômes                  | Binômes                             | Binômes                  | Voix         | %            | Sièges       | Voix        | %             | Sièges      | Total | +/-           |  |
| ------------------------ | ----------------------------------- | ------------------------ | ------------ | ------------ | ------------ | ----------- | ------------- | ----------- | ----- | ------------- |  |
|                          | Rassemblement national              | RN                       | 121 216      | 23,11        | 0            | 82 678      | 16,11         | 0           | 0     | en stagnation |  |
|                          | Union à droite                      | UD                       | 117 489      | 22,40        | 0            | 151 611     | 29,54         | 30          | 30    | 20            |  |
|                          | Union à gauche avec des écologistes | UGE                      | 58 761       | 11,20        | 0            | 40 489      | 7,89          | 2           | 2     | 2             |  |
|                          | Union à gauche                      | UG                       | 57 733       | 11,01        | 0            | 74 438      | 14,50         | 18          | 18    | 14            |  |
|                          | Union au centre et à droite         | UCD                      | 41 799       | 7,97         | 0            | 44 892      | 8,75          | 8           | 8     | 8             |  |
|                          | Divers droite                       | DVD                      | 26 478       | 5,05         | 0            | 39 990      | 7,79          | 10          | 10    | 8             |  |
|                          | Parti communiste français           | COM                      | 16 881       | 3,22         | 0            | 15 098      | 2,94          | 4           | 4     | 2             |  |
|                          | Divers gauche                       | DVG                      | 14 874       | 2,84         | 0            | 14 721      | 2,87          | 4           | 4     | 2             |  |
|                          | Divers centre                       | DVC                      | 14 434       | 2,75         | 0            | 19 377      | 3,78          | 2           | 2     | 2             |  |
|                          | Écologiste                          | ECO                      | 13 365       | 2,55         | 0            | 10 307      | 2,01          | 4           | 4     | 4             |  |
|                          | La République en marche             | REM                      | 11 111       | 2,12         | 0            |             |               |             | 0     | en stagnation |  |
|                          | Parti socialiste                    | SOC                      | 9 002        | 1,72         | 0            | 13 178      | 2,57          | 0           | 0     | 16            |  |
|                          | La France insoumise                 | FI                       | 7 763        | 1,48         | 0            |             |               |             | 0     | en stagnation |  |
|                          | Union au centre                     | UC                       | 7 301        | 1,39         | 0            | 6 459       | 1,26          | 0           | 0     | en stagnation |  |
|                          | Les Républicains                    | LR                       | 4 219        | 0,80         | 0            |             |               |             | 0     | en stagnation |  |
|                          | Droite souverainiste                | DSV                      | 1 484        | 0,28         | 0            | 0           | en stagnation |             |       |               |  |
|                          | Extrême-gauche                      | EXG                      | 602          | 0,11         | 0            | 0           | en stagnation |             |       |               |  |
|                          |                                     |                          |              |              |              |             |               |             |       |               |  |
| Suffrages exprimés       | Suffrages exprimés                  | Suffrages exprimés       | 524 512      | 95,89        |              | 513 238     | 91,94         |             |       |               |  |
| Votes blancs             | Votes blancs                        | Votes blancs             | 14 634       | 2,68         | 30 463       | 5,46        |               |             |       |               |  |
| Votes nuls               | Votes nuls                          | Votes nuls               | 7 853        | 1,44         | 14 541       | 2,60        |               |             |       |               |  |
| Total                    | Total                               | Total                    | 546 999      | 100          | 0            | 558 242     | 100           | 82          | 82    | en stagnation |  |
| Abstentions              | Abstentions                         | Abstentions              | 1 252 989    | 69,61        |              | 1 242 191   | 68,99         |             |       |               |  |
| Inscrits / participation | Inscrits / participation            | Inscrits / participation | 1 799 988    | 30,39        | 1 800 433    | 31,01       |               |             |       |               |  |

### Assemblée départementale élue
| Président du conseil départemental   |       |       |      |                                                |
| Christian Poiret (DVD)               |       |       |      |                                                |
| Parti                                | Sigle | Sigle | Élus | Groupes                                        |
| Majorité (50 sièges)                 |       |       |      |                                                |
| Divers droite                        |       | DVD   | 22   | Union pour le Nord                             |
| Les Républicains                     |       | LR    | 14   | Union pour le Nord                             |
| Union des démocrates et indépendants |       | UDI   | 6    | Union pour le Nord                             |
| Mouvement radical                    |       | MR    | 2    | Union pour le Nord                             |
| Agir                                 |       | Agir  | 2    | Union pour le Nord                             |
| La République en marche              |       | LREM  | 2    | Union pour le Nord                             |
| Divers centre                        |       | DVC   | 2    | Union pour le Nord                             |
| Opposition (32 sièges)               |       |       |      |                                                |
| Divers gauche                        |       | DVG   | 7    | Socialiste, radical et citoyen                 |
| Parti socialiste                     |       | PS    | 5    | Socialiste, radical et citoyen                 |
| Parti radical de gauche              |       | PRG   | 1    | Socialiste, radical et citoyen                 |
| Europe Écologie Les Verts            |       | EÉLV  | 5    | Écologiste, EÉLV et Génération.s               |
| Génération.s                         |       | G.s   | 1    | Écologiste, EÉLV et Génération.s               |
| Parti communiste français            |       | PCF   | 9    | Communiste, républicain, citoyen et apparentés |
| Divers gauche                        |       | DVG   | 1    | Communiste, républicain, citoyen et apparentés |
| Divers gauche                        |       | DVG   | 3    | Non-inscrits                                   |

### Élus par canton
La droite conserve sa majorité en cédant de justesse un unique canton à Anzin. Le scrutin est marqué par la percée des candidats EELV à Lille, qui remportent trois cantons (dont celui de Lille-4 avec Génération.s) sur le PS.
| Canton                  | Conseiller Sortant                   | Parti | Parti | Conseiller Élu                       | Parti | Parti |
| ----------------------- | ------------------------------------ | ----- | ----- | ------------------------------------ | ----- | ----- |
| Aniche                  | Charles Beauchamp                    |       | PCF   | Charles Beauchamp                    |       | PCF   |
| Aniche                  | Maryline Lucas                       |       | PCF   | Maryline Lucas                       |       | PCF   |
| Annœullin               | Marie Cieters                        |       | LR    | Marie Cieters                        |       | LR    |
| Annœullin               | Philippe Waymel                      |       | LR    | Philippe Waymel                      |       | LR    |
| Anzin                   | Sylvia Duhamel                       |       | DVD   | Pierre-Michel Bernard                |       | DVG   |
| Anzin                   | Fabrice Zaremba                      |       | DVD   | Michelle Gréaume                     |       | PCF   |
| Armentières             | Carole Borie                         |       | LR    | Sylvie Delrue                        |       | DVD   |
| Armentières             | Michel Plouy                         |       | LR    | Michel Plouy                         |       | LR    |
| Aulnoye-Aymeries        | Bernard Baudoux                      |       | PCF   | Bernard Baudoux                      |       | PCF   |
| Aulnoye-Aymeries        | Marie-Aline Bréda                    |       | PCF   | Agnès Denys                          |       | PCF   |
| Aulnoy-lez-Valenciennes | Isabelle Choain                      |       | PCF   | Isabelle Choain                      |       | PCF   |
| Aulnoy-lez-Valenciennes | Jean-Claude Dulieu                   |       | PCF   | Jean-Claude Dulieu                   |       | PCF   |
| Avesnes-sur-Helpe       | Marie-Annick Dezitter                |       | LR    | Sébastien Seguin                     |       | DVD   |
| Avesnes-sur-Helpe       | Joël Wilmotte                        |       | LR    | Aude Van Cauwenberge                 |       | DVD   |
| Bailleul                | Béatrice Descamps                    |       | LR    | Stéphane Dieusaert                   |       | LR    |
| Bailleul                | Jean-Marc Gosset                     |       | MR    | Marie Sandra                         |       | DVD   |
| Cambrai                 | Sylvie Labadens                      |       | DVD   | Sylvie Labadens                      |       | DVD   |
| Cambrai                 | Nicolas Siegler                      |       | DVD   | Nicolas Siegler                      |       | DVD   |
| Le Cateau-Cambrésis     | Sylvie Clerc-Cuvelier                |       | DVD   | Yannick Caremelle                    |       | DVD   |
| Le Cateau-Cambrésis     | Didier Drieux                        |       | DVD   | Sylvie Clerc-Cuvelier                |       | DVD   |
| Caudry                  | Anne-Sophie Boisseaux-Lécuyer        |       | DVD   | Anne-Sophie Boisseaux-Lécuyer        |       | DVD   |
| Caudry                  | Guy Bricout                          |       | UDI   | Frédéric Bricout                     |       | UDI   |
| Coudekerque-Branche     | Isabelle Bulté-Marchyllie            |       | PS    | Barbara Bailleul                     |       | DVG   |
| Coudekerque-Branche     | Benoît Vandewalle                    |       | MDC   | Julien Gokel                         |       | PS    |
| Croix                   | Régis Cauche                         |       | LR    | Régis Cauche                         |       | LR    |
| Croix                   | Barbara Coevoet                      |       | UDI   | Barbara Coevoet                      |       | UDI   |
| Denain                  | Michel Lefebvre                      |       | PCF   | Michel Lefebvre                      |       | PCF   |
| Denain                  | Isabelle Zawieja-Denizon             |       | PCF   | Isabelle Zawieja-Denizon             |       | PCF   |
| Douai                   | Christian Poiret                     |       | DVD   | Christian Poiret                     |       | DVD   |
| Douai                   | Caroline Sanchez                     |       | DVD   | Caroline Sanchez                     |       | DVD   |
| Dunkerque-1             | Roméo Ragazzo                        |       | PS    | Grégory Bartholoméus                 |       | PS    |
| Dunkerque-1             | Virginie Varlet                      |       | PS    | Christine Decodts                    |       | DVG   |
| Dunkerque-2             | Martine Arlabosse                    |       | UDI   | Martine Arlabosse                    |       | UDI   |
| Dunkerque-2             | Paul Christophe                      |       | Agir  | Paul Christophe                      |       | Agir  |
| Faches-Thumesnil        | François-Xavier Cadart               |       | LR    | François-Xavier Cadart               |       | LR    |
| Faches-Thumesnil        | Annie Leys                           |       | LR    | Frédérique Seels                     |       | DVD   |
| Fourmies                | Carole Devos                         |       | DVD   | Carole Devos                         |       | DVD   |
| Fourmies                | Mickaël Hiraux                       |       | LR    | Mickaël Hiraux                       |       | LR    |
| Grande-Synthe           | Isabelle Fernandez                   |       | PRG   | Isabelle Fernandez                   |       | PRG   |
| Grande-Synthe           | Bertrand Ringot                      |       | PS    | Bertrand Ringot                      |       | PS    |
| Hazebrouck              | Catherine Depelchin                  |       | UDI   | Monique Evrard                       |       | DVD   |
| Hazebrouck              | Bruno Ficheux                        |       | UDI   | Valentin Belleval                    |       | DVD   |
| Lambersart              | Brigitte Astruc-Daubresse            |       | LR    | Marie-Laurence Fauchille             |       | DVD   |
| Lambersart              | Jacques Houssin                      |       | LR    | Jacques Houssin                      |       | LR    |
| Lille-1                 | Marguerite Chassaing                 |       | LR    | Élisabeth Masse                      |       | UDI   |
| Lille-1                 | Olivier Henno                        |       | UDI   | Sébastien Lepretre                   |       | LR    |
| Lille-2                 | Isabelle Frémaux                     |       | LR    | Marie Champault                      |       | DVD   |
| Lille-2                 | Jean-René Lecerf                     |       | DVD   | Loic Cathelain                       |       | LR    |
| Lille-3                 | Sébastien Duhem                      |       | PS    | Simon Jamelin                        |       | EÉLV  |
| Lille-3                 | Alexandra Lechner                    |       | PS    | Céline Scavennec                     |       | EÉLV  |
| Lille-4                 | Martine Filleul                      |       | PS    | Stéphanie Bocquet                    |       | EÉLV  |
| Lille-4                 | Marc Godefroy                        |       | PS    | Laurent Périn                        |       | G.s   |
| Lille-5                 | Patrick Kanner                       |       | PS    | Maël Guiziou                         |       | EÉLV  |
| Lille-5                 | Marie-Christine Staniec-Wavrant      |       | PS    | Anne Mikolajczak                     |       | EÉLV  |
| Lille-6                 | Élisabeth Masquelier                 |       | LREM  | Valérie Conseil                      |       | DVG   |
| Lille-6                 | Roger Vicot                          |       | PS    | Roger Vicot                          |       | PS    |
| Marly                   | Béatrice Descamps                    |       | UDI   | Béatrice Descamps                    |       | UDI   |
| Marly                   | Jean-Noël Verfaillie                 |       | DVD   | Jean-Noël Verfaillie                 |       | DVD   |
| Maubeuge                | Arnaud Decagny                       |       | UDI   | Nicolas Leblanc                      |       | LR    |
| Maubeuge                | Françoise Del Piero                  |       | LR    | Marie-Paule Rousselle                |       | DVD   |
| Orchies                 | Jean-Luc Detavernier                 |       | DVD   | Jean-Luc Detavernier                 |       | DVD   |
| Orchies                 | Marie-Hélène Quatrebœufs-Niklikowski |       | LR    | Marie-Hélène Quatrebœufs-Niklikowski |       | LR    |
| Roubaix-1               | Max-André Pick                       |       | LR    | Max-André Pick                       |       | LR    |
| Roubaix-1               | Karima Zouggagh                      |       | UDI   | Karima Zouggagh                      |       | UDI   |
| Roubaix-2               | Henri Gadaut                         |       | PS    | Benjamin Caillieret                  |       | PS    |
| Roubaix-2               | Soraya Fahem                         |       | DVG   | Soraya Fahem                         |       | DVG   |
| Saint-Amand-les-Eaux    | Claudine Derœux                      |       | DVG   | Claudine Derœux                      |       | DVG   |
| Saint-Amand-les-Eaux    | Éric Renaud                          |       | DVG   | Éric Renaud                          |       | DVG   |
| Sin-le-Noble            | Josyane Bridoux                      |       | DVG   | Josyane Bridoux                      |       | DVG   |
| Sin-le-Noble            | Frédéric Delannoy                    |       | PS    | Frédéric Delannoy                    |       | PS    |
| Templeuve-en-Pévèle     | Joëlle Cottenye                      |       | UDI   | Luc Monnet                           |       | DVD   |
| Templeuve-en-Pévèle     | Luc Monnet                           |       | DVD   | Charlotte Parmentier-Lecocq          |       | LREM  |
| Tourcoing-1             | Gustave Dassonville                  |       | LR    | Vincent Ledoux                       |       | Agir  |
| Tourcoing-1             | Marie Tonnerre-Desmet                |       | LR    | Marie Tonnerre-Desmet                |       | LR    |
| Tourcoing-2             | Doriane Bécue                        |       | DVD   | Doriane Bécue                        |       | DVD   |
| Tourcoing-2             | Maxime Cabaye                        |       | LR    | Gérald Darmanin                      |       | LREM  |
| Valenciennes            | Yves Dusart                          |       | DVD   | Laurent Degallaix                    |       | MR    |
| Valenciennes            | Geneviève Mannarino                  |       | UDI   | Valérie Létard                       |       | UDI   |
| Villeneuve-d'Ascq       | Didier Manier                        |       | PS    | Didier Manier                        |       | PS    |
| Villeneuve-d'Ascq       | Françoise Martin                     |       | DVG   | Françoise Martin                     |       | DVG   |
| Wormhout                | Patrick Valois                       |       | DVD   | Patrick Valois                       |       | DVD   |
| Wormhout                | Anne Vanpeene                        |       | DVD   | Anne Vanpeene                        |       | DVD   |

## Résultats par canton
Les binômes sont présentés par ordre décroissant des résultats au premier tour. En cas de victoire au second tour du binôme arrivé en deuxième place au premier, ses résultats sont indiqués en gras.

### Canton d'Aniche
| Candidats                | Candidats                | Partis                   | Nuance                   | Premier tour | Premier tour | Second tour | Second tour |
| Candidats                | Candidats                | Partis                   | Nuance                   | Voix         | %            | Voix        | %           |
| ------------------------ | ------------------------ | ------------------------ | ------------------------ | ------------ | ------------ | ----------- | ----------- |
|                          | Charles Beauchamp        | PCF                      | UG                       | 6 017        | 44,96        | 8 434       | 65,63       |
|                          | Maryline Lucas           | PCF                      | UG                       | 6 017        | 44,96        | 8 434       | 65,63       |
|                          | Pascal Cléry             | RN                       | RN                       | 4 027        | 30,09        | 4 417       | 34,37       |
|                          | Nathalie Facon           | RN                       | RN                       | 4 027        | 30,09        | 4 417       | 34,37       |
|                          | Xavier Bartoszek         | DVG                      | DVG                      | 3 340        | 24,96        |             |             |
|                          | Lucie Vaillant           | DVG                      | DVG                      | 3 340        | 24,96        |             |             |
|                          |                          |                          |                          |              |              |             |             |
| Suffrages exprimés       | Suffrages exprimés       | Suffrages exprimés       | Suffrages exprimés       | 13 384       | 96,52        | 12 851      | 93,59       |
| Votes blancs             | Votes blancs             | Votes blancs             | Votes blancs             | 717          | 3,49         | 570         | 4,15        |
| Votes nuls               | Votes nuls               | Votes nuls               | Votes nuls               | 238          | 1,16         | 310         | 2,26        |
| Total                    | Total                    | Total                    | Total                    | 13 866       | 100          | 13 731      | 100         |
| Abstention               | Abstention               | Abstention               | Abstention               | 28 918       | 67,59        | 29 065      | 67,92       |
| Inscrits / participation | Inscrits / participation | Inscrits / participation | Inscrits / participation | 42 784       | 32,41        | 42 796      | 32,08       |

### Canton d'Annœullin
| Candidats                | Candidats                | Partis                   | Nuance                   | Premier tour | Premier tour | Second tour | Second tour |
| Candidats                | Candidats                | Partis                   | Nuance                   | Voix         | %            | Voix        | %           |
| ------------------------ | ------------------------ | ------------------------ | ------------------------ | ------------ | ------------ | ----------- | ----------- |
|                          | Marie Cieters            | LR                       | UD                       | 6 494        | 34,24        | 13 070      | 72,33       |
|                          | Philippe Waymel          | LR                       | UD                       | 6 494        | 34,24        | 13 070      | 72,33       |
|                          | Guy Cannie               | RN                       | RN                       | 4 469        | 23,56        | 5 000       | 27,67       |
|                          | Patricia Plancke         | RN                       | RN                       | 4 469        | 23,56        | 5 000       | 27,67       |
|                          | Frédéric Bernable        | EÉLV                     | UGE                      | 4 252        | 22,42        |             |             |
|                          | Sarah Kerrich-Bernard    | PS                       | UGE                      | 4 252        | 22,42        |             |             |
|                          | Matthieu Corbillon       | DVD                      | UCD                      | 3 752        | 19,78        |             |             |
|                          | Claire Dutilleul         | DVD                      | UCD                      | 3 752        | 19,78        |             |             |
|                          |                          |                          |                          |              |              |             |             |
| Suffrages exprimés       | Suffrages exprimés       | Suffrages exprimés       | Suffrages exprimés       | 18 967       | 95,19        | 18 070      | 91,35       |
| Votes blancs             | Votes blancs             | Votes blancs             | Votes blancs             | 714          | 3,58         | 1 278       | 6,46        |
| Votes nuls               | Votes nuls               | Votes nuls               | Votes nuls               | 244          | 1,22         | 434         | 2,19        |
| Total                    | Total                    | Total                    | Total                    | 19 925       | 100          | 19 782      | 100         |
| Abstention               | Abstention               | Abstention               | Abstention               | 39 395       | 66,41        | 39 541      | 66,65       |
| Inscrits / participation | Inscrits / participation | Inscrits / participation | Inscrits / participation | 59 320       | 33,59        | 59 323      | 33,35       |

### Canton d'Anzin
| Candidats                | Candidats                | Partis                   | Nuance                   | Premier tour | Premier tour | Second tour | Second tour |
| Candidats                | Candidats                | Partis                   | Nuance                   | Voix         | %            | Voix        | %           |
| ------------------------ | ------------------------ | ------------------------ | ------------------------ | ------------ | ------------ | ----------- | ----------- |
|                          | Pierre-Michel Bernard    | DVG                      | UG                       | 3 375        | 37,36        | 4 683       | 50,24       |
|                          | Michelle Gréaume         | PCF                      | UG                       | 3 375        | 37,36        | 4 683       | 50,24       |
|                          | Ali Benyahia             | DVC                      | DVC                      | 3 085        | 34,15        | 4 638       | 49,76       |
|                          | Sylvia Duhamel,          | DVD                      | DVC                      | 3 085        | 34,15        | 4 638       | 49,76       |
|                          | Laurence Bara            | RN                       | RN                       | 2 574        | 28,29        |             |             |
|                          | Phillibert Peireira      | RN                       | RN                       | 2 574        | 28,29        |             |             |
|                          |                          |                          |                          |              |              |             |             |
| Suffrages exprimés       | Suffrages exprimés       | Suffrages exprimés       | Suffrages exprimés       | 9 034        | 96,69        | 9 321       | 92,62       |
| Votes blancs             | Votes blancs             | Votes blancs             | Votes blancs             | 180          | 1,93         | 504         | 5,01        |
| Votes nuls               | Votes nuls               | Votes nuls               | Votes nuls               | 129          | 1,38         | 239         | 2,37        |
| Total                    | Total                    | Total                    | Total                    | 9 343        | 100          | 10 064      | 100         |
| Abstention               | Abstention               | Abstention               | Abstention               | 25 961       | 73,54        | 25 528      | 71,51       |
| Inscrits / participation | Inscrits / participation | Inscrits / participation | Inscrits / participation | 35 304       | 26,46        | 35 322      | 28,49       |

### Canton d'Armentières
| Candidats                | Candidats                | Partis                   | Nuance                   | Premier tour | Premier tour | Second tour | Second tour |
| Candidats                | Candidats                | Partis                   | Nuance                   | Voix         | %            | Voix        | %           |
| ------------------------ | ------------------------ | ------------------------ | ------------------------ | ------------ | ------------ | ----------- | ----------- |
|                          | Sylvie Delrue            | DVD                      | UD                       | 4 752        | 34,7         | 8 021       | 59,14       |
|                          | Michel Plouy             | LR                       | UD                       | 4 752        | 34,7         | 8 021       | 59,14       |
|                          | Bernard Haesebroeck      | PS                       | UG                       | 4 460        | 32,57        | 5 542       | 40,86       |
|                          | Karine Trottein          | PCF                      | UG                       | 4 460        | 32,57        | 5 542       | 40,86       |
|                          | Johnny Gutierrez         | RN                       | RN                       | 2 814        | 20,55        |             |             |
|                          | Hélène Leroy             | RN                       | RN                       | 2 814        | 20,55        |             |             |
|                          | Marie-Hélène Creton      | LREM                     | REM                      | 1 389        | 10,14        |             |             |
|                          | Gérald Delarue           | LREM                     | REM                      | 1 389        | 10,14        |             |             |
|                          | Daniel Philippot         | LP                       | DSV                      | 278          | 2,03         |             |             |
|                          | Virginie Rosez           | LP                       | DSV                      | 278          | 2,03         |             |             |
|                          |                          |                          |                          |              |              |             |             |
| Suffrages exprimés       | Suffrages exprimés       | Suffrages exprimés       | Suffrages exprimés       | 13 693       | 96,15        | 13 563      | 93,08       |
| Votes blancs             | Votes blancs             | Votes blancs             | Votes blancs             | 376          | 2,64         | 662         | 4,54        |
| Votes nuls               | Votes nuls               | Votes nuls               | Votes nuls               | 173          | 1,21         | 347         | 2,38        |
| Total                    | Total                    | Total                    | Total                    | 14 242       | 100          | 14 572      | 100         |
| Abstention               | Abstention               | Abstention               | Abstention               | 33 279       | 70,03        | 32 949      | 69,34       |
| Inscrits / participation | Inscrits / participation | Inscrits / participation | Inscrits / participation | 47 521       | 29,97        | 47 521      | 30,66       |

### Canton d'Aulnoye-Aymeries
| Candidats                | Candidats                | Partis                   | Nuance                   | Premier tour | Premier tour | Second tour | Second tour |
| Candidats                | Candidats                | Partis                   | Nuance                   | Voix         | %            | Voix        | %           |
| ------------------------ | ------------------------ | ------------------------ | ------------------------ | ------------ | ------------ | ----------- | ----------- |
|                          | Bernard Baudoux          | PCF                      | COM                      | 5 027        | 42,62        | 7 526       | 64,36       |
|                          | Agnès Denys              | PCF                      | COM                      | 5 027        | 42,62        | 7 526       | 64,36       |
|                          | Catherine Pépin          | RN                       | RN                       | 3 540        | 30,01        | 4 168       | 35,64       |
|                          | Michaël Taverne          | RN                       | RN                       | 3 540        | 30,01        | 4 168       | 35,64       |
|                          | Claude Dupont            | DVD                      | UD                       | 3 229        | 27,37        |             |             |
|                          | Catherine Hennebert      | DVD                      | UD                       | 3 229        | 27,37        |             |             |
|                          |                          |                          |                          |              |              |             |             |
| Suffrages exprimés       | Suffrages exprimés       | Suffrages exprimés       | Suffrages exprimés       | 12 393       | 33,18        | 12 600      | 33,74       |
| Votes blancs             | Votes blancs             | Votes blancs             | Votes blancs             | 392          | 3,16         | 568         | 4,51        |
| Votes nuls               | Votes nuls               | Votes nuls               | Votes nuls               | 205          | 1,65         | 338         | 2,68        |
| Total                    | Total                    | Total                    | Total                    | 12 393       | 100          | 12 600      | 100         |
| Abstention               | Abstention               | Abstention               | Abstention               | 24 955       | 66,82        | 24 745      | 66,26       |
| Inscrits / participation | Inscrits / participation | Inscrits / participation | Inscrits / participation | 37 348       | 33,18        | 37 345      | 33,74       |

### Canton d'Aulnoy-lez-Valenciennes
| Candidats                | Candidats                | Partis                   | Nuance                   | Premier tour | Premier tour | Second tour | Second tour |
| Candidats                | Candidats                | Partis                   | Nuance                   | Voix         | %            | Voix        | %           |
| ------------------------ | ------------------------ | ------------------------ | ------------------------ | ------------ | ------------ | ----------- | ----------- |
|                          | Isabelle Choain,         | PCF                      | COM                      | 7 259        | 62,06        | 7 572       | 64,14       |
|                          | Jean-Claude Dulieu,      | PCF                      | COM                      | 7 259        | 62,06        | 7 572       | 64,14       |
|                          | Pierre Nisol             | RN                       | RN                       | 4 438        | 37,94        | 4 234       | 35,86       |
|                          | Anaïs Varlet             | RN                       | RN                       | 4 438        | 37,94        | 4 234       | 35,86       |
|                          |                          |                          |                          |              |              |             |             |
| Suffrages exprimés       | Suffrages exprimés       | Suffrages exprimés       | Suffrages exprimés       | 11 697       | 94,10        | 11 806      | 94,96       |
| Votes blancs             | Votes blancs             | Votes blancs             | Votes blancs             | 470          | 3,78         | 411         | 3,31        |
| Votes nuls               | Votes nuls               | Votes nuls               | Votes nuls               | 264          | 2,12         | 215         | 1,73        |
| Total                    | Total                    | Total                    | Total                    | 12 431       | 100          | 11 431      | 100         |
| Abstention               | Abstention               | Abstention               | Abstention               | 26 181       | 67,81        | 26 183      | 67,81       |
| Inscrits / participation | Inscrits / participation | Inscrits / participation | Inscrits / participation | 38 612       | 32,18        | 38 615      | 32,18       |

### Canton d'Avesnes-sur-Helpe
| Candidats                | Candidats                | Partis                   | Nuance                   | Premier tour | Premier tour | Second tour | Second tour |
| Candidats                | Candidats                | Partis                   | Nuance                   | Voix         | %            | Voix        | %           |
| ------------------------ | ------------------------ | ------------------------ | ------------------------ | ------------ | ------------ | ----------- | ----------- |
|                          | Sébastien Seguin         | DVD                      | DVD                      | 3 540        | 28,24        | 8 318       | 65,23       |
|                          | Aude Van Cauwenberge     | DVD                      | DVD                      | 3 540        | 28,24        | 8 318       | 65,23       |
|                          | Sandra Delannoy          | RN                       | RN                       | 3 493        | 27,86        | 4 434       | 34,77       |
|                          | Julien Franquet          | RN                       | RN                       | 3 493        | 27,86        | 4 434       | 34,77       |
|                          | Marie-Annick Dezitter,   | LR                       | UD                       | 3 025        | 24,13        |             |             |
|                          | Joël Wilmotte,           | LR                       | UD                       | 3 025        | 24,13        |             |             |
|                          | Erwan Jacquemart         | PCF                      | UGE                      | 2 478        | 19,77        |             |             |
|                          | Elisabeth Saint-Guily    | EÉLV                     | UGE                      | 2 478        | 19,77        |             |             |
|                          |                          |                          |                          |              |              |             |             |
| Suffrages exprimés       | Suffrages exprimés       | Suffrages exprimés       | Suffrages exprimés       | 12 536       | 95,31        | 12 752      | 92,70       |
| Votes blancs             | Votes blancs             | Votes blancs             | Votes blancs             | 409          | 3,11         | 678         | 4,93        |
| Votes nuls               | Votes nuls               | Votes nuls               | Votes nuls               | 208          | 1,58         | 326         | 2,37        |
| Total                    | Total                    | Total                    | Total                    | 13 153       | 100          | 13 756      | 100         |
| Abstention               | Abstention               | Abstention               | Abstention               | 29 377       | 69,52        | 28 807      | 67,68       |
| Inscrits / participation | Inscrits / participation | Inscrits / participation | Inscrits / participation | 42 530       | 30,48        | 42 563      | 32,32       |

### Canton de Bailleul
| Candidats                | Candidats                 | Partis                   | Nuance                   | Premier tour | Premier tour | Second tour | Second tour |
| Candidats                | Candidats                 | Partis                   | Nuance                   | Voix         | %            | Voix        | %           |
| ------------------------ | ------------------------- | ------------------------ | ------------------------ | ------------ | ------------ | ----------- | ----------- |
|                          | Stéphane Dieusaert        | LR                       | UD                       | 6 460        | 47,77        | 8 587       | 65,80       |
|                          | Marie Sandra              | DVD                      | UD                       | 6 460        | 47,77        | 8 587       | 65,80       |
|                          | Alain Dubois              | PS                       | UGE                      | 3 762        | 27,82        | 4 464       | 34,20       |
|                          | Émilie Ducourant          | EÉLV                     | UGE                      | 3 762        | 27,82        | 4 464       | 34,20       |
|                          | Didier Lejeune            | RN                       | RN                       | 3 300        | 24,40        |             |             |
|                          | Ghislaine Vancauwenberghe | RN                       | RN                       | 3 300        | 24,40        |             |             |
|                          |                           |                          |                          |              |              |             |             |
| Suffrages exprimés       | Suffrages exprimés        | Suffrages exprimés       | Suffrages exprimés       | 13 522       | 95,16        | 13 051      | 91,57       |
| Votes blancs             | Votes blancs              | Votes blancs             | Votes blancs             | 451          | 3,17         | 767         | 5,38        |
| Votes nuls               | Votes nuls                | Votes nuls               | Votes nuls               | 237          | 1,67         | 434         | 3,05        |
| Total                    | Total                     | Total                    | Total                    | 14 210       | 100          | 14 252      | 100         |
| Abstention               | Abstention                | Abstention               | Abstention               | 25 990       | 64,65        | 25 957      | 64,56       |
| Inscrits / participation | Inscrits / participation  | Inscrits / participation | Inscrits / participation | 40 200       | 35,35        | 40 209      | 35,44       |

### Canton de Cambrai
| Candidats                | Candidats                | Partis                   | Nuance                   | Premier tour | Premier tour | Second tour | Second tour |
| Candidats                | Candidats                | Partis                   | Nuance                   | Voix         | %            | Voix        | %           |
| ------------------------ | ------------------------ | ------------------------ | ------------------------ | ------------ | ------------ | ----------- | ----------- |
|                          | Sylvie Labadens          | DVD                      | UD                       | 6 477        | 53,23        | 8 568       | 72,07       |
|                          | Nicolas Siegler          | DVD                      | UD                       | 6 477        | 53,23        | 8 568       | 72,07       |
|                          | Marguerite Cholin        | RN                       | RN                       | 3 116        | 25,61        | 3 320       | 27,93       |
|                          | Bruno Delahaye           | RN                       | RN                       | 3 116        | 25,61        | 3 320       | 27,93       |
|                          | Rehane Merdji            | PS                       | SOC                      | 1 587        | 13,04        |             |             |
|                          | Slimane Rahem            | PS                       | SOC                      | 1 587        | 13,04        |             |             |
|                          | Grégory Briquet          | LREM                     | DVC                      | 989          | 8,13         |             |             |
|                          | Dominique Quentin        | LREM                     | DVC                      | 989          | 8,13         |             |             |
|                          |                          |                          |                          |              |              |             |             |
| Suffrages exprimés       | Suffrages exprimés       | Suffrages exprimés       | Suffrages exprimés       | 12 169       | 95,90        | 11 888      | 92,95       |
| Votes blancs             | Votes blancs             | Votes blancs             | Votes blancs             | 307          | 2,42         | 605         | 4,73        |
| Votes nuls               | Votes nuls               | Votes nuls               | Votes nuls               | 213          | 1,68         | 297         | 2,32        |
| Total                    | Total                    | Total                    | Total                    | 12 689       | 100          | 11 790      | 100         |
| Abstention               | Abstention               | Abstention               | Abstention               | 28 819       | 69,43        | 28 726      | 69,19       |
| Inscrits / participation | Inscrits / participation | Inscrits / participation | Inscrits / participation | 41 508       | 30,57        | 41 516      | 30,81       |

### Canton du Cateau-Cambrésis
| Candidats                | Candidats                | Partis                   | Nuance                   | Premier tour | Premier tour | Second tour | Second tour |
| Candidats                | Candidats                | Partis                   | Nuance                   | Voix         | %            | Voix        | %           |
| ------------------------ | ------------------------ | ------------------------ | ------------------------ | ------------ | ------------ | ----------- | ----------- |
|                          | Yannick Caremelle        | DVC                      | DVC                      | 7 516        | 61,57        | 7 906       | 63,54       |
|                          | Sylvie Clerc-Cuvelier,   | DVD                      | DVC                      | 7 516        | 61,57        | 7 906       | 63,54       |
|                          | Mélanie Disdier          | RN                       | RN                       | 4 692        | 38,43        | 4 536       | 36,46       |
|                          | Pierre-Antoine Watremez  | RN                       | RN                       | 4 692        | 38,43        | 4 536       | 36,46       |
|                          |                          |                          |                          |              |              |             |             |
| Suffrages exprimés       | Suffrages exprimés       | Suffrages exprimés       | Suffrages exprimés       | 12 208       | 93,23        | 12 442      | 93,97       |
| Votes blancs             | Votes blancs             | Votes blancs             | Votes blancs             | 578          | 4,41         | 495         | 3,74        |
| Votes nuls               | Votes nuls               | Votes nuls               | Votes nuls               | 309          | 2,35         | 304         | 2,30        |
| Total                    | Total                    | Total                    | Total                    | 13 094       | 100          | 13 241      | 100         |
| Abstention               | Abstention               | Abstention               | Abstention               | 24 556       | 65,22        | 24 431      | 64,85       |
| Inscrits / participation | Inscrits / participation | Inscrits / participation | Inscrits / participation | 37 650       | 34,78        | 37 672      | 35,15       |

### Canton de Caudry
| Candidats                | Candidats                | Partis                   | Nuance                   | Premier tour | Premier tour | Second tour | Second tour |
| Candidats                | Candidats                | Partis                   | Nuance                   | Voix         | %            | Voix        | %           |
| ------------------------ | ------------------------ | ------------------------ | ------------------------ | ------------ | ------------ | ----------- | ----------- |
|                          | Anne-Sophie Boisseaux,   | DVD                      | UCD                      | 6 275        | 54,70        | 7 594       | 67,42       |
|                          | Frédéric Bricout         | DVD                      | UCD                      | 6 275        | 54,70        | 7 594       | 67,42       |
|                          | Mathias Desweemer        | RN                       | RN                       | 3 371        | 29,38        | 3 669       | 32,58       |
|                          | Ghislaine Lefebvre       | RN                       | RN                       | 3 371        | 29,38        | 3 669       | 32,58       |
|                          | Nicolas Brulant          | EÉLV                     | UGE                      | 1 826        | 15,92        |             |             |
|                          | Sophie Desreumaux        | PS                       | UGE                      | 1 826        | 15,92        |             |             |
|                          |                          |                          |                          |              |              |             |             |
| Suffrages exprimés       | Suffrages exprimés       | Suffrages exprimés       | Suffrages exprimés       | 11 472       | 95,01        | 11 263      | 92,13       |
| Votes blancs             | Votes blancs             | Votes blancs             | Votes blancs             | 342          | 2,83         | 598         | 4,89        |
| Votes nuls               | Votes nuls               | Votes nuls               | Votes nuls               | 261          | 2,16         | 364         | 2,98        |
| Total                    | Total                    | Total                    | Total                    | 12 075       | 100          | 12 225      | 100         |
| Abstention               | Abstention               | Abstention               | Abstention               | 25 689       | 68,03        | 25 541      | 67,63       |
| Inscrits / participation | Inscrits / participation | Inscrits / participation | Inscrits / participation | 37 764       | 31,97        | 37 766      | 32,37       |

### Canton de Coudekerque-Branche
| Candidats                | Candidats                | Partis                   | Nuance                   | Premier tour | Premier tour | Second tour | Second tour |
| Candidats                | Candidats                | Partis                   | Nuance                   | Voix         | %            | Voix        | %           |
| ------------------------ | ------------------------ | ------------------------ | ------------------------ | ------------ | ------------ | ----------- | ----------- |
|                          | Barbara Bailleul         | DVG                      | UG                       | 5 661        | 42,60        | 7 287       | 56,70       |
|                          | Julien Gokel             | PS                       | UG                       | 5 661        | 42,60        | 7 287       | 56,70       |
|                          | Juliette Jonckheere      | DVD                      | UD                       | 3 550        | 26,70        | 5 559       | 43,30       |
|                          | Paul-Loup Tronquoy       | LR                       | UD                       | 3 550        | 26,70        | 5 559       | 43,30       |
|                          | Mickaël Fontaine         | RN                       | RN                       | 2 808        | 21,10        |             |             |
|                          | Virginie Sohier          | RN                       | RN                       | 2 808        | 21,10        |             |             |
|                          | Myriam Santhune          | EÉLV                     | ECO                      | 1 264        | 9,50         |             |             |
|                          | Éric Stroobandt          | LFI                      | ECO                      | 1 264        | 9,50         |             |             |
|                          |                          |                          |                          |              |              |             |             |
| Suffrages exprimés       | Suffrages exprimés       | Suffrages exprimés       | Suffrages exprimés       | 13 283       | 95,81        | 12 846      | 92,42       |
| Votes blancs             | Votes blancs             | Votes blancs             | Votes blancs             | 348          | 2,51         | 674         | 4,85        |
| Votes nuls               | Votes nuls               | Votes nuls               | Votes nuls               | 233          | 1,68         | 380         | 2,73        |
| Total                    | Total                    | Total                    | Total                    | 13 864       | 100          | 13 900      | 100         |
| Abstention               | Abstention               | Abstention               | Abstention               | 25 680       | 64,94        | 25 649      | 64,85       |
| Inscrits / participation | Inscrits / participation | Inscrits / participation | Inscrits / participation | 39 544       | 35,06        | 39 549      | 35,15       |

### Canton de Croix
| Candidats                | Candidats                | Partis                   | Nuance                   | Premier tour | Premier tour | Second tour | Second tour |
| Candidats                | Candidats                | Partis                   | Nuance                   | Voix         | %            | Voix        | %           |
| ------------------------ | ------------------------ | ------------------------ | ------------------------ | ------------ | ------------ | ----------- | ----------- |
|                          | Régis Cauche             | LR                       | UD                       | 7 881        | 53,25        | 9 753       | 65,92       |
|                          | Barbara Coevoet          | UDI                      | UD                       | 7 881        | 53,25        | 9 753       | 65,92       |
|                          | Bernard de Veylder       | EÉLV                     | UGE                      | 4 169        | 28,17        | 5 043       | 34,08       |
|                          | Stéphanie Jacquemot      | PCF                      | UGE                      | 4 169        | 28,17        | 5 043       | 34,08       |
|                          | Nathalie Demeurisse      | RN                       | RN                       | 2 751        | 18,59        |             |             |
|                          | Laurent Rossignol        | RN                       | RN                       | 2 751        | 18,59        |             |             |
|                          |                          |                          |                          |              |              |             |             |
| Suffrages exprimés       | Suffrages exprimés       | Suffrages exprimés       | Suffrages exprimés       | 14 801       | 96,12        | 14 796      | 93,51       |
| Votes blancs             | Votes blancs             | Votes blancs             | Votes blancs             | 373          | 2,42         | 649         | 4,10        |
| Votes nuls               | Votes nuls               | Votes nuls               | Votes nuls               | 224          | 1,45         | 378         | 2,39        |
| Total                    | Total                    | Total                    | Total                    | 15 398       | 100          | 15 823      | 100         |
| Abstention               | Abstention               | Abstention               | Abstention               | 37 347       | 70,81        | 36 943      | 70,01       |
| Inscrits / participation | Inscrits / participation | Inscrits / participation | Inscrits / participation | 52 745       | 29,19        | 52 766      | 29,99       |

### Canton de Denain
| Candidats                | Candidats                 | Partis                   | Nuance                   | Premier tour | Premier tour | Second tour | Second tour |
| Candidats                | Candidats                 | Partis                   | Nuance                   | Voix         | %            | Voix        | %           |
| ------------------------ | ------------------------- | ------------------------ | ------------------------ | ------------ | ------------ | ----------- | ----------- |
|                          | Régine Andris             | RN                       | RN                       | 5 362        | 42,03        | 6 060       | 45,98       |
|                          | Joshua Hochart            | RN                       | RN                       | 5 362        | 42,03        | 6 060       | 45,98       |
|                          | Isabelle Denizon-Zawieja, | PCF                      | UG                       | 5 148        | 40,35        | 7 121       | 54,02       |
|                          | Michel Lefebvre,          | PCF                      | UG                       | 5 148        | 40,35        | 7 121       | 54,02       |
|                          | Hassan Asse               | LR                       | LR                       | 2 249        | 17,63        |             |             |
|                          | Virginie Carlier          | LR                       | LR                       | 2 249        | 17,63        |             |             |
|                          |                           |                          |                          |              |              |             |             |
| Suffrages exprimés       | Suffrages exprimés        | Suffrages exprimés       | Suffrages exprimés       | 12 759       | 94,53        | 13 181      | 94,33       |
| Votes blancs             | Votes blancs              | Votes blancs             | Votes blancs             | 474          | 3,51         | 534         | 3,82        |
| Votes nuls               | Votes nuls                | Votes nuls               | Votes nuls               | 265          | 1,96         | 258         | 1,85        |
| Total                    | Total                     | Total                    | Total                    | 13 498       | 100          | 13 973      | 100         |
| Abstention               | Abstention                | Abstention               | Abstention               | 32 262       | 70,50        | 31 798      | 69,47       |
| Inscrits / participation | Inscrits / participation  | Inscrits / participation | Inscrits / participation | 45 760       | 29,50        | 45 771      | 30,53       |

### Canton de Douai
| Candidats                | Candidats                | Partis                   | Nuance                   | Premier tour | Premier tour | Second tour | Second tour |
| Candidats                | Candidats                | Partis                   | Nuance                   | Voix         | %            | Voix        | %           |
| ------------------------ | ------------------------ | ------------------------ | ------------------------ | ------------ | ------------ | ----------- | ----------- |
|                          | Christian Poiret,        | DVD                      | UD                       | 4 362        | 35,36        | 6 438       | 51,38       |
|                          | Caroline Sanchez,        | DVD                      | UD                       | 4 362        | 35,36        | 6 438       | 51,38       |
|                          | Katia Bittner            | EÉLV                     | UGE                      | 4 142        | 33,58        | 6 093       | 48,62       |
|                          | Frédéric Chéreau         | PS                       | UGE                      | 4 142        | 33,58        | 6 093       | 48,62       |
|                          | Chantal Bojanek          | RN                       | RN                       | 3 121        | 25,30        |             |             |
|                          | Thibaut François         | RN                       | RN                       | 3 121        | 25,30        |             |             |
|                          | Patricia Boulan          | LFI                      | FI                       | 710          | 5,76         |             |             |
|                          | Cyril Grandin            | LFI                      | FI                       | 710          | 5,76         |             |             |
|                          |                          |                          |                          |              |              |             |             |
| Suffrages exprimés       | Suffrages exprimés       | Suffrages exprimés       | Suffrages exprimés       | 12 335       | 96,66        | 12 531      | 92,57       |
| Votes blancs             | Votes blancs             | Votes blancs             | Votes blancs             | 290          | 2,27         | 680         | 5,02        |
| Votes nuls               | Votes nuls               | Votes nuls               | Votes nuls               | 136          | 1,07         | 326         | 2,41        |
| Total                    | Total                    | Total                    | Total                    | 12 761       | 100          | 13 537      | 100         |
| Abstention               | Abstention               | Abstention               | Abstention               | 29 753       | 69,98        | 28 985      | 68,16       |
| Inscrits / participation | Inscrits / participation | Inscrits / participation | Inscrits / participation | 42 514       | 30,02        | 42 522      | 31,84       |

### Canton de Dunkerque-1
| Candidats                | Candidats                | Partis                   | Nuance                   | Premier tour | Premier tour | Second tour | Second tour |
| Candidats                | Candidats                | Partis                   | Nuance                   | Voix         | %            | Voix        | %           |
| ------------------------ | ------------------------ | ------------------------ | ------------------------ | ------------ | ------------ | ----------- | ----------- |
|                          | Adrien Nave              | RN                       | RN                       | 3 061        | 35,03        | 4 302       | 45,37       |
|                          | Angélique Verbecke       | RN                       | RN                       | 3 061        | 35,03        | 4 302       | 45,37       |
|                          | Grégory Bartholoméus     | PS                       | UG                       | 2 201        | 25,19        | 5 179       | 54,63       |
|                          | Christine Decodts        | DVG                      | UG                       | 2 201        | 25,19        | 5 179       | 54,63       |
|                          | Martine Cabaret          | MDC                      | DVG                      | 1 352        | 15,48        |             |             |
|                          | Jean-Pierre Manoni       | DVG                      | DVG                      | 1 352        | 15,48        |             |             |
|                          | Véronique de Miribel     | LR                       | UD                       | 962          | 11,01        |             |             |
|                          | Mattéo Martinez          | LR                       | UD                       | 962          | 11,01        |             |             |
|                          | Philippe Everaert        | DVD                      | UD                       | 656          | 7,51         |             |             |
|                          | Fabienne Sansalone       | DVD                      | UD                       | 656          | 7,51         |             |             |
|                          | Françoise Leclerc        | LFI                      | FI                       | 505          | 5,78         |             |             |
|                          | Éric Maison              | LFI                      | FI                       | 505          | 5,78         |             |             |
|                          |                          |                          |                          |              |              |             |             |
| Suffrages exprimés       | Suffrages exprimés       | Suffrages exprimés       | Suffrages exprimés       | 8 738        | 91,4         | 9 481       | 92,24       |
| Votes blancs             | Votes blancs             | Votes blancs             | Votes blancs             | 676          | 7,07         | 637         | 6,20        |
| Votes nuls               | Votes nuls               | Votes nuls               | Votes nuls               | 147          | 1,54         | 161         | 1,57        |
| Total                    | Total                    | Total                    | Total                    | 9 561        | 100          | 10 279      | 100         |
| Abstention               | Abstention               | Abstention               | Abstention               | 25 944       | 73,07        | 25 242      | 71,06       |
| Inscrits / participation | Inscrits / participation | Inscrits / participation | Inscrits / participation | 35 505       | 26,93        | 35 521      | 28,94       |

### Canton de Dunkerque-2
| Candidats                | Candidats                | Partis                   | Nuance                   | Premier tour | Premier tour | Second tour | Second tour |
| Candidats                | Candidats                | Partis                   | Nuance                   | Voix         | %            | Voix        | %           |
| ------------------------ | ------------------------ | ------------------------ | ------------------------ | ------------ | ------------ | ----------- | ----------- |
|                          | Martine Arlabosse,       | UDI                      | UCD                      | 6 172        | 53,08        | 7 981       | 70,18       |
|                          | Paul Christophe,         | Agir                     | UCD                      | 6 172        | 53,08        | 7 981       | 70,18       |
|                          | Laurent Faucon           | EÉLV                     | UGE                      | 2 505        | 21,54        | 3 391       | 29,82       |
|                          | Lise Leroy               | DVG                      | UGE                      | 2 505        | 21,54        | 3 391       | 29,82       |
|                          | Tanguy Briche            | RN                       | RN                       | 2 034        | 17,49        |             |             |
|                          | Sabrina Depecker         | RN                       | RN                       | 2 034        | 17,49        |             |             |
|                          | Laurence Chossière       | DVG                      | DVG                      | 917          | 7,88         |             |             |
|                          | Mattéo Pottier-Bianchi   | MDC                      | DVG                      | 917          | 7,88         |             |             |
|                          |                          |                          |                          |              |              |             |             |
| Suffrages exprimés       | Suffrages exprimés       | Suffrages exprimés       | Suffrages exprimés       | 11 626       | 96,21        | 11 372      | 92,44       |
| Votes blancs             | Votes blancs             | Votes blancs             | Votes blancs             | 290          | 2,40         | 584         | 4,75        |
| Votes nuls               | Votes nuls               | Votes nuls               | Votes nuls               | 168          | 1,39         | 346         | 2,81        |
| Total                    | Total                    | Total                    | Total                    | 12 084       | 100          | 12 302      | 100         |
| Abstention               | Abstention               | Abstention               | Abstention               | 25 384       | 67,75        | 25 171      | 67,17       |
| Inscrits / participation | Inscrits / participation | Inscrits / participation | Inscrits / participation | 37 468       | 32,25        | 37 473      | 32,83       |

### Canton de Faches-Thumesnil
| Candidats                | Candidats                | Partis                   | Nuance                   | Premier tour | Premier tour | Second tour | Second tour |
| Candidats                | Candidats                | Partis                   | Nuance                   | Voix         | %            | Voix        | %           |
| ------------------------ | ------------------------ | ------------------------ | ------------------------ | ------------ | ------------ | ----------- | ----------- |
|                          | François-Xavier Cadart   | DVD                      | UD                       | 8 218        | 51,35        | 10 802      | 68,09       |
|                          | Frédérique Seels         | DVD                      | UD                       | 8 218        | 51,35        | 10 802      | 68,09       |
|                          | Laurent Daudruy          | LFI                      | UG                       | 4 193        | 26,20        | 5 063       | 31,91       |
|                          | Sophie Prunes-Uruen      | PCF                      | UG                       | 4 193        | 26,20        | 5 063       | 31,91       |
|                          | Frédéric Antichan        | RN                       | RN                       | 3 594        | 22,46        |             |             |
|                          | Corinne Lefebvre         | RN                       | RN                       | 3 594        | 22,46        |             |             |
|                          |                          |                          |                          |              |              |             |             |
| Suffrages exprimés       | Suffrages exprimés       | Suffrages exprimés       | Suffrages exprimés       | 16 005       | 95,63        | 15 865      | 92,15       |
| Votes blancs             | Votes blancs             | Votes blancs             | Votes blancs             | 497          | 2,97         | 883         | 5,13        |
| Votes nuls               | Votes nuls               | Votes nuls               | Votes nuls               | 235          | 1,40         | 468         | 2,72        |
| Total                    | Total                    | Total                    | Total                    | 16 737       | 100          | 17 216      | 100         |
| Abstention               | Abstention               | Abstention               | Abstention               | 36 741       | 68,70        | 36 263      | 67,81       |
| Inscrits / participation | Inscrits / participation | Inscrits / participation | Inscrits / participation | 53 478       | 31,20        | 53 480      | 32,19       |

### Canton de Fourmies
| Candidats                | Candidats                | Partis                   | Nuance                   | Premier tour | Premier tour | Second tour | Second tour |
| Candidats                | Candidats                | Partis                   | Nuance                   | Voix         | %            | Voix        | %           |
| ------------------------ | ------------------------ | ------------------------ | ------------------------ | ------------ | ------------ | ----------- | ----------- |
|                          | Carole Devos             | DVD                      | DVD                      | 4 471        | 40,73        | 7 384       | 67,11       |
|                          | Mickaël Hiraux           | LR                       | DVD                      | 4 471        | 40,73        | 7 384       | 67,11       |
|                          | Jimmy Bondon             | RN                       | RN                       | 2 916        | 26,57        | 3 619       | 32,89       |
|                          | Linda Demachy            | RN                       | RN                       | 2 916        | 26,57        | 3 619       | 32,89       |
|                          | Clément Chikh            | PCF                      | UG                       | 1 987        | 18,10        |             |             |
|                          | Josiane Suleck           | DVG                      | UG                       | 1 987        | 18,10        |             |             |
|                          | Joëlle Bouttefeux        | LREM                     | REM                      | 1 602        | 14,60        |             |             |
|                          | Patrick Dehen            | LREM                     | REM                      | 1 602        | 14,60        |             |             |
|                          |                          |                          |                          |              |              |             |             |
| Suffrages exprimés       | Suffrages exprimés       | Suffrages exprimés       | Suffrages exprimés       | 10 976       | 96,01        | 11 003      | 92,77       |
| Votes blancs             | Votes blancs             | Votes blancs             | Votes blancs             | 309          | 2,70         | 589         | 4,97        |
| Votes nuls               | Votes nuls               | Votes nuls               | Votes nuls               | 147          | 1,29         | 269         | 2,27        |
| Total                    | Total                    | Total                    | Total                    | 11 432       | 100          | 11 861      | 100         |
| Abstention               | Abstention               | Abstention               | Abstention               | 26 550       | 69,90        | 26 133      | 68,78       |
| Inscrits / participation | Inscrits / participation | Inscrits / participation | Inscrits / participation | 37 982       | 30,10        | 37 994      | 31,22       |

### Canton de Grande-Synthe
| Candidats                | Candidats                | Partis                   | Nuance                   | Premier tour | Premier tour | Second tour | Second tour |
| Candidats                | Candidats                | Partis                   | Nuance                   | Voix         | %            | Voix        | %           |
| ------------------------ | ------------------------ | ------------------------ | ------------------------ | ------------ | ------------ | ----------- | ----------- |
|                          | Isabelle Fernandez,      | PRG                      | UG                       | 6 662        | 55,04        | 8 310       | 70,92       |
|                          | Bertrand Ringot,         | PS                       | UG                       | 6 662        | 55,04        | 8 310       | 70,92       |
|                          | Sophie Coudevylle        | DVD                      | UCD                      | 2 146        | 17,73        | 3 408       | 29,08       |
|                          | Pierre Desmadrille       | DVC                      | UCD                      | 2 146        | 17,73        | 3 408       | 29,08       |
|                          | Chantal Denis            | RN                       | RN                       | 2 137        | 17,66        |             |             |
|                          | David Saffroy            | RN                       | RN                       | 2 137        | 17,66        |             |             |
|                          | Dany Adriansen           | LFI                      | UGE                      | 1 159        | 9,58         |             |             |
|                          | Sabrina Khellaf          | EÉLV                     | UGE                      | 1 159        | 9,58         |             |             |
|                          |                          |                          |                          |              |              |             |             |
| Suffrages exprimés       | Suffrages exprimés       | Suffrages exprimés       | Suffrages exprimés       | 12 104       | 94,98        | 11 718      | 91,63       |
| Votes blancs             | Votes blancs             | Votes blancs             | Votes blancs             | 391          | 3,07         | 645         | 5,04        |
| Votes nuls               | Votes nuls               | Votes nuls               | Votes nuls               | 249          | 1,95         | 426         | 3,33        |
| Total                    | Total                    | Total                    | Total                    | 12 744       | 100          | 12 789      | 100         |
| Abstention               | Abstention               | Abstention               | Abstention               | 30 852       | 70,77        | 30 805      | 70,66       |
| Inscrits / participation | Inscrits / participation | Inscrits / participation | Inscrits / participation | 43 596       | 29,23        | 43 594      | 29,34       |

### Canton d'Hazebrouck
| Candidats                | Candidats                | Partis                   | Nuance                   | Premier tour | Premier tour | Second tour | Second tour |
| Candidats                | Candidats                | Partis                   | Nuance                   | Voix         | %            | Voix        | %           |
| ------------------------ | ------------------------ | ------------------------ | ------------------------ | ------------ | ------------ | ----------- | ----------- |
|                          | Valentin Belleval        | DVD                      | DVD                      | 7 842        | 56,06        | 9 878       | 72,29       |
|                          | Monique Évrard           | DVD                      | DVD                      | 7 842        | 56,06        | 9 878       | 72,29       |
|                          | Pascal Prince            | RN                       | RN                       | 3 344        | 23,90        | 3 786       | 27,71       |
|                          | Virginie Verhaeghe       | RN                       | RN                       | 3 344        | 23,90        | 3 786       | 27,71       |
|                          | Claude Hanquez           | EÉLV                     | UGE                      | 2 133        | 15,25        |             |             |
|                          | Béatrice Veit-Torrez     | PCF                      | UGE                      | 2 133        | 15,25        |             |             |
|                          | André Demeester          | DLF                      | DSV                      | 670          | 4,79         |             |             |
|                          | Anne-Lise Perche         | DLF                      | DSV                      | 670          | 4,79         |             |             |
|                          |                          |                          |                          |              |              |             |             |
| Suffrages exprimés       | Suffrages exprimés       | Suffrages exprimés       | Suffrages exprimés       | 13 989       | 94,6         | 13 664      | 92,01       |
| Votes blancs             | Votes blancs             | Votes blancs             | Votes blancs             | 487          | 3,3          | 777         | 5,23        |
| Votes nuls               | Votes nuls               | Votes nuls               | Votes nuls               | 314          | 2,12         | 410         | 2,76        |
| Total                    | Total                    | Total                    | Total                    | 14 790       | 100          | 14 851      | 100         |
| Abstention               | Abstention               | Abstention               | Abstention               | 31 075       | 67,75        | 31 050      | 67,65       |
| Inscrits / participation | Inscrits / participation | Inscrits / participation | Inscrits / participation | 45 865       | 32,25        | 45 901      | 32,35       |

### Canton de Lambersart
| Candidats                | Candidats                  | Partis                   | Nuance                   | Premier tour | Premier tour | Second tour | Second tour |
| Candidats                | Candidats                  | Partis                   | Nuance                   | Voix         | %            | Voix        | %           |
| ------------------------ | -------------------------- | ------------------------ | ------------------------ | ------------ | ------------ | ----------- | ----------- |
|                          | Marie-Laurence Fauchille   | DVD                      | DVD                      | 4 466        | 27,23        | 8 598       | 57,70       |
|                          | Jacques Houssin,           | LR                       | DVD                      | 4 466        | 27,23        | 8 598       | 57,70       |
|                          | Brigitte Astruc-Daubresse, | LR                       | UD                       | 4 226        | 25,76        | 6 303       | 42,30       |
|                          | Olivier Henno              | UDI                      | UD                       | 4 226        | 25,76        | 6 303       | 42,30       |
|                          | Émilie Jourdain            | RN                       | RN                       | 2 821        | 17,20        |             |             |
|                          | Jean Schindler             | RN                       | RN                       | 2 821        | 17,20        |             |             |
|                          | Octave Delepiere           | EÉLV                     | ECO                      | 2 743        | 16,72        |             |             |
|                          | Sandra Farelo              | EÉLV                     | ECO                      | 2 743        | 16,72        |             |             |
|                          | Valérie Catelain           | PS                       | UG                       | 2 147        | 13,09        |             |             |
|                          | Pierre-Yves Pira           | E!                       | UG                       | 2 147        | 13,09        |             |             |
|                          |                            |                          |                          |              |              |             |             |
| Suffrages exprimés       | Suffrages exprimés         | Suffrages exprimés       | Suffrages exprimés       | 16 403       | 97,05        | 14 901      | 86,27       |
| Votes blancs             | Votes blancs               | Votes blancs             | Votes blancs             | 337          | 1,99         | 1 696       | 9,82        |
| Votes nuls               | Votes nuls                 | Votes nuls               | Votes nuls               | 161          | 0,95         | 676         | 3,91        |
| Total                    | Total                      | Total                    | Total                    | 16 901       | 100          | 17 273      | 100         |
| Abstention               | Abstention                 | Abstention               | Abstention               | 36 157       | 68,15        | 35 799      | 67,45       |
| Inscrits / participation | Inscrits / participation   | Inscrits / participation | Inscrits / participation | 53 058       | 31,85        | 53 072      | 32,55       |

### Canton de Lille-1
| Candidats                | Candidats                | Partis                   | Nuance                   | Premier tour | Premier tour | Second tour | Second tour |
| Candidats                | Candidats                | Partis                   | Nuance                   | Voix         | %            | Voix        | %           |
| ------------------------ | ------------------------ | ------------------------ | ------------------------ | ------------ | ------------ | ----------- | ----------- |
|                          | Sébastien Leprêtre       | LR                       | UD                       | 7 125        | 46,07        | 9 994       | 64,39       |
|                          | Élisabeth Masse          | UDI                      | UD                       | 7 125        | 46,07        | 9 994       | 64,39       |
|                          | Maroin Al-Dandachi       | EÉLV                     | UGE                      | 4 180        | 27,03        | 5 526       | 35,61       |
|                          | Bélinda Tailliez         | G.s                      | UGE                      | 4 180        | 27,03        | 5 526       | 35,61       |
|                          | Audrey Regnauld          | LREM                     | REM                      | 2 216        | 14,33        |             |             |
|                          | Jean Wallon              | LREM                     | REM                      | 2 216        | 14,33        |             |             |
|                          | Henri Dusautois          | RN                       | RN                       | 1 946        | 12,58        |             |             |
|                          | Carole Leclercq          | RN                       | RN                       | 1 946        | 12,58        |             |             |
|                          |                          |                          |                          |              |              |             |             |
| Suffrages exprimés       | Suffrages exprimés       | Suffrages exprimés       | Suffrages exprimés       | 15 467       | 97,03        | 15 520      | 95,40       |
| Votes blancs             | Votes blancs             | Votes blancs             | Votes blancs             | 290          | 1,82         | 487         | 2,99        |
| Votes nuls               | Votes nuls               | Votes nuls               | Votes nuls               | 184          | 1,15         | 261         | 1,60        |
| Total                    | Total                    | Total                    | Total                    | 15 941       | 100          | 16 268      | 100         |
| Abstention               | Abstention               | Abstention               | Abstention               | 33 996       | 67,69        | 33 078      | 67,03       |
| Inscrits / participation | Inscrits / participation | Inscrits / participation | Inscrits / participation | 49 337       | 32,31        | 49 346      | 32,97       |

### Canton de Lille-2
| Candidats                | Candidats                | Partis                   | Nuance                   | Premier tour | Premier tour | Second tour | Second tour |
| Candidats                | Candidats                | Partis                   | Nuance                   | Voix         | %            | Voix        | %           |
| ------------------------ | ------------------------ | ------------------------ | ------------------------ | ------------ | ------------ | ----------- | ----------- |
|                          | Loïc Cathelain           | LR                       | UD                       | 9 303        | 49,09        | 13 933      | 74,17       |
|                          | Marie Champault          | DVD                      | UD                       | 9 303        | 49,09        | 13 933      | 74,17       |
|                          | Philippe Crépel          | PCF                      | UGE                      | 3 748        | 19,78        | 4 851       | 25,83       |
|                          | Odile Vidal-Sagnier      | EÉLV                     | UGE                      | 3 748        | 19,78        | 4 851       | 25,83       |
|                          | Quentin Adaire           | LREM                     | REM                      | 3 594        | 18,96        |             |             |
|                          | Dei Muteba               | LREM                     | REM                      | 3 594        | 18,96        |             |             |
|                          | Christine Landru         | RN                       | RN                       | 2 306        | 12,17        |             |             |
|                          | François Sommerard       | RN                       | RN                       | 2 306        | 12,17        |             |             |
|                          |                          |                          |                          |              |              |             |             |
| Suffrages exprimés       | Suffrages exprimés       | Suffrages exprimés       | Suffrages exprimés       | 18 951       | 97,90        | 18 784      | 96,07       |
| Votes blancs             | Votes blancs             | Votes blancs             | Votes blancs             | 284          | 1,47         | 521         | 2,66        |
| Votes nuls               | Votes nuls               | Votes nuls               | Votes nuls               | 123          | 0,64         | 248         | 1,27        |
| Total                    | Total                    | Total                    | Total                    | 19 358       | 100          | 19 553      | 100         |
| Abstention               | Abstention               | Abstention               | Abstention               | 33 956       | 63,69        | 33 778      | 63,34       |
| Inscrits / participation | Inscrits / participation | Inscrits / participation | Inscrits / participation | 53 314       | 35,55        | 53 331      | 35,22       |

### Canton de Lille-3
| Candidats                | Candidats                | Partis                   | Nuance                   | Premier tour | Premier tour | Second tour | Second tour |
| Candidats                | Candidats                | Partis                   | Nuance                   | Voix         | %            | Voix        | %           |
| ------------------------ | ------------------------ | ------------------------ | ------------------------ | ------------ | ------------ | ----------- | ----------- |
|                          | Simon Jamelin            | EÉLV                     | ECO                      | 3 401        | 28,88        | 5 846       | 54,19       |
|                          | Céline Scavennec         | EÉLV                     | ECO                      | 3 401        | 28,88        | 5 846       | 54,19       |
|                          | Sébastien Duhem          | PS                       | SOC                      | 2 728        | 23,16        | 4 941       | 45,81       |
|                          | Alexandra Lechner        | PS                       | SOC                      | 2 728        | 23,16        | 4 941       | 45,81       |
|                          | Philippe Guérard         | RN                       | RN                       | 1 584        | 13,45        |             |             |
|                          | Sonia Masurel            | RN                       | RN                       | 1 584        | 13,45        |             |             |
|                          | Claire Guenon            | LREM                     | UC                       | 1 483        | 12,59        |             |             |
|                          | Benoît Hivon             | MoDem                    | UC                       | 1 483        | 12,59        |             |             |
|                          | Élodie Cloez             | LFI                      | FI                       | 1 425        | 12,10        |             |             |
|                          | Kevin Vaillant           | LFI                      | FI                       | 1 425        | 12,10        |             |             |
|                          | Jérôme Garcia            | LR                       | LR                       | 878          | 7,46         |             |             |
|                          | Maïté Gosseau            | LR                       | LR                       | 878          | 7,46         |             |             |
|                          | Béryl Benyoucef          | POID                     | EXG                      | 278          | 2,36         |             |             |
|                          | Louise Vandenborght      | POID                     | EXG                      | 278          | 2,36         |             |             |
|                          |                          |                          |                          |              |              |             |             |
| Suffrages exprimés       | Suffrages exprimés       | Suffrages exprimés       | Suffrages exprimés       | 11 777       | 97,15        | 10 787      | 87,78       |
| Votes blancs             | Votes blancs             | Votes blancs             | Votes blancs             | 209          | 1,72         | 1 038       | 8,45        |
| Votes nuls               | Votes nuls               | Votes nuls               | Votes nuls               | 136          | 1,12         | 463         | 3,77        |
| Total                    | Total                    | Total                    | Total                    | 12 122       | 100          | 12 288      | 100         |
| Abstention               | Abstention               | Abstention               | Abstention               | 28 669       | 70,28        | 28 527      | 69,89       |
| Inscrits / participation | Inscrits / participation | Inscrits / participation | Inscrits / participation | 40 791       | 29,72        | 40 815      | 30,11       |

### Canton de Lille-4
| Candidats                | Candidats                | Partis                   | Nuance                   | Premier tour | Premier tour | Second tour | Second tour |
| Candidats                | Candidats                | Partis                   | Nuance                   | Voix         | %            | Voix        | %           |
| ------------------------ | ------------------------ | ------------------------ | ------------------------ | ------------ | ------------ | ----------- | ----------- |
|                          | Stéphanie Bocquet        | EÉLV                     | UGE                      | 3 130        | 27,05        | 5 481       | 54,31       |
|                          | Laurent Perin            | G.s                      | UGE                      | 3 130        | 27,05        | 5 481       | 54,31       |
|                          | Jérémy Cadart            | PS                       | SOC                      | 2 619        | 22,63        | 4 611       | 45,69       |
|                          | Estelle Rodes            | PS                       | SOC                      | 2 619        | 22,63        | 4 611       | 45,69       |
|                          | Christian Jovenin        | RN                       | RN                       | 1 578        | 13,64        |             |             |
|                          | Nathalie Pinoy           | RN                       | RN                       | 1 578        | 13,64        |             |             |
|                          | Maryline Gaulbaire       | LR                       | UD                       | 1 523        | 13,16        |             |             |
|                          | Guy-Noël Sellière        | LR                       | UD                       | 1 523        | 13,16        |             |             |
|                          | Kalid Bouanani           | LREM                     | REM                      | 1 500        | 12,96        |             |             |
|                          | Ingrid Brulant           | LREM                     | REM                      | 1 500        | 12,96        |             |             |
|                          | Fanny Jouan              | LFI                      | FI                       | 1 223        | 10,57        |             |             |
|                          | Jean-François Pyl        | LFI                      | FI                       | 1 223        | 10,57        |             |             |
|                          |                          |                          |                          |              |              |             |             |
| Suffrages exprimés       | Suffrages exprimés       | Suffrages exprimés       | Suffrages exprimés       | 11 573       | 97,10        | 10 092      | 84,84       |
| Votes blancs             | Votes blancs             | Votes blancs             | Votes blancs             | 211          | 1,77         | 1 285       | 10,80       |
| Votes nuls               | Votes nuls               | Votes nuls               | Votes nuls               | 135          | 1,13         | 519         | 4,36        |
| Total                    | Total                    | Total                    | Total                    | 11 919       | 100          | 11 896      | 100         |
| Abstention               | Abstention               | Abstention               | Abstention               | 26 186       | 68,72        | 26 228      | 68,80       |
| Inscrits / participation | Inscrits / participation | Inscrits / participation | Inscrits / participation | 38 105       | 31,28        | 38 124      | 31,20       |

### Canton de Lille-5
| Candidats                | Candidats                       | Partis                   | Nuance                   | Premier tour | Premier tour | Second tour | Second tour |
| Candidats                | Candidats                       | Partis                   | Nuance                   | Voix         | %            | Voix        | %           |
| ------------------------ | ------------------------------- | ------------------------ | ------------------------ | ------------ | ------------ | ----------- | ----------- |
|                          | Maël Guiziou                    | EÉLV                     | ECO                      | 2 426        | 27,09        | 4 461       | 55,16       |
|                          | Anne Mikolajczak                | EÉLV                     | ECO                      | 2 426        | 27,09        | 4 461       | 55,16       |
|                          | El Madani Oulkebir              | PS                       | SOC                      | 2 068        | 23,10        | 3 626       | 44,84       |
|                          | Marie-Christine Staniec-Wavrant | PS                       | SOC                      | 2 068        | 23,10        | 3 626       | 44,84       |
|                          | Vanessa Duhamel                 | MoDem                    | UCD                      | 1 208        | 13,49        |             |             |
|                          | François Kinget                 | DVD                      | UCD                      | 1 208        | 13,49        |             |             |
|                          | Bastien Dauphin                 | LR                       | LR                       | 1 092        | 12,20        |             |             |
|                          | Sidonie Gillot                  | LR                       | LR                       | 1 092        | 12,20        |             |             |
|                          | Agnès Pinson                    | LFI                      | FI                       | 1 071        | 11,96        |             |             |
|                          | Malik Yahiatène                 | LFI                      | FI                       | 1 071        | 11,96        |             |             |
|                          | Coralie Leroy                   | RN                       | RN                       | 877          | 9,79         |             |             |
|                          | Théo Morote                     | RN                       | RN                       | 877          | 9,79         |             |             |
|                          | Justine Nielsen                 | DVG                      | DVG                      | 212          | 2,37         |             |             |
|                          | Roger Tchouateun                | DVG                      | DVG                      | 212          | 2,37         |             |             |
|                          |                                 |                          |                          |              |              |             |             |
| Suffrages exprimés       | Suffrages exprimés              | Suffrages exprimés       | Suffrages exprimés       | 8 954        | 97,43        | 8 087       | 87,32       |
| Votes blancs             | Votes blancs                    | Votes blancs             | Votes blancs             | 153          | 1,66         | 866         | 9,35        |
| Votes nuls               | Votes nuls                      | Votes nuls               | Votes nuls               | 83           | 0,90         | 308         | 3,33        |
| Total                    | Total                           | Total                    | Total                    | 9 190        | 100          | 9 261       | 100         |
| Abstention               | Abstention                      | Abstention               | Abstention               | 25 119       | 73,21        | 25 071      | 73,03       |
| Inscrits / participation | Inscrits / participation        | Inscrits / participation | Inscrits / participation | 34 309       | 26,10        | 34 332      | 23,56       |

### Canton de Lille-6
| Candidats                | Candidats                | Partis                   | Nuance                   | Premier tour | Premier tour | Second tour | Second tour |
| Candidats                | Candidats                | Partis                   | Nuance                   | Voix         | %            | Voix        | %           |
| ------------------------ | ------------------------ | ------------------------ | ------------------------ | ------------ | ------------ | ----------- | ----------- |
|                          | Valérie Conseil          | DVG                      | UG                       | 3 804        | 25,85        | 7 404       | 52,01       |
|                          | Roger Vicot              | PS                       | UG                       | 3 804        | 25,85        | 7 404       | 52,01       |
|                          | Christophe Maertens      | DVC                      | DVC                      | 2 844        | 19,33        | 6 833       | 47,99       |
|                          | Martine Simon            | DVC                      | DVC                      | 2 844        | 19,33        | 6 833       | 47,99       |
|                          | Marie Desmazières        | RN                       | RN                       | 2 434        | 16,54        |             |             |
|                          | Maxime Moulin            | RN                       | RN                       | 2 434        | 16,54        |             |             |
|                          | Joffrey Leroy            | EÉLV                     | ECO                      | 2 208        | 15,01        |             |             |
|                          | Charlotte Talpaert       | EÉLV                     | ECO                      | 2 208        | 15,01        |             |             |
|                          | Catherine de Ruyter      | LREM                     | UC                       | 2 038        | 13,85        |             |             |
|                          | Daniel Gruszczynski      | LREM                     | UC                       | 2 038        | 13,85        |             |             |
|                          | Claire Cathelain         | LFI                      | FI                       | 1 014        | 6,89         |             |             |
|                          | Nicolas Sierra           | LFI                      | FI                       | 1 014        | 6,89         |             |             |
|                          | Nicole Kieken            | LP                       | DSV                      | 371          | 2,52         |             |             |
|                          | Frédéric Monteux         | LP                       | DSV                      | 371          | 2,52         |             |             |
|                          |                          |                          |                          |              |              |             |             |
| Suffrages exprimés       | Suffrages exprimés       | Suffrages exprimés       | Suffrages exprimés       | 14 713       | 96,52        | 14 237      | 92,29       |
| Votes blancs             | Votes blancs             | Votes blancs             | Votes blancs             | 332          | 2,18         | 800         | 5,19        |
| Votes nuls               | Votes nuls               | Votes nuls               | Votes nuls               | 198          | 1,30         | 389         | 2,52        |
| Total                    | Total                    | Total                    | Total                    | 15 243       | 100          | 15 426      | 100         |
| Abstention               | Abstention               | Abstention               | Abstention               | 35 871       | 70,18        | 35 705      | 69,83       |
| Inscrits / participation | Inscrits / participation | Inscrits / participation | Inscrits / participation | 51 114       | 29,82        | 51 131      | 30,17       |

### Canton de Marly
| Candidats                | Candidats                | Partis                   | Nuance                   | Premier tour | Premier tour | Second tour | Second tour |
| Candidats                | Candidats                | Partis                   | Nuance                   | Voix         | %            | Voix        | %           |
| ------------------------ | ------------------------ | ------------------------ | ------------------------ | ------------ | ------------ | ----------- | ----------- |
|                          | Béatrice Descamps,       | UDI                      | UD                       | 5 538        | 50,67        | 7 201       | 67,07       |
|                          | Jean-Noël Verfaillie,    | MR                       | UD                       | 5 538        | 50,67        | 7 201       | 67,07       |
|                          | Sabine Defossez          | RN                       | RN                       | 3 322        | 30,39        | 3 535       | 32,93       |
|                          | Franck Deloge            | RN                       | RN                       | 3 322        | 30,39        | 3 535       | 32,93       |
|                          | Elisabeth Cattiau        | EÉLV                     | UGE                      | 2 070        | 18,94        |             |             |
|                          | Julien Czapski           | LFI                      | UGE                      | 2 070        | 18,94        |             |             |
|                          |                          |                          |                          |              |              |             |             |
| Suffrages exprimés       | Suffrages exprimés       | Suffrages exprimés       | Suffrages exprimés       | 10 930       | 94,81        | 10 736      | 91,36       |
| Votes blancs             | Votes blancs             | Votes blancs             | Votes blancs             | 279          | 3,29         | 672         | 5,72        |
| Votes nuls               | Votes nuls               | Votes nuls               | Votes nuls               | 219          | 1,90         | 343         | 2,92        |
| Total                    | Total                    | Total                    | Total                    | 11 528       | 100          | 11 751      | 100         |
| Abstention               | Abstention               | Abstention               | Abstention               | 32 869       | 74,03        | 32 646      | 73,54       |
| Inscrits / participation | Inscrits / participation | Inscrits / participation | Inscrits / participation | 44 397       | 25,97        | 44 407      | 26,46       |

### Canton de Maubeuge
| Candidats                | Candidats                | Partis                   | Nuance                   | Premier tour | Premier tour | Second tour | Second tour |
| Candidats                | Candidats                | Partis                   | Nuance                   | Voix         | %            | Voix        | %           |
| ------------------------ | ------------------------ | ------------------------ | ------------------------ | ------------ | ------------ | ----------- | ----------- |
|                          | Nicolas Leblanc          | LR                       | UD                       | 3 447        | 34,80        | 6 207       | 64,23       |
|                          | Marie-Paule Rousselle    | DVD                      | UD                       | 3 447        | 34,80        | 6 207       | 64,23       |
|                          | Jean-Claude Bové         | RN                       | RN                       | 2 829        | 28,56        | 3 456       | 35,77       |
|                          | Chantal Mayeux           | RN                       | RN                       | 2 829        | 28,56        | 3 456       | 35,77       |
|                          | Benoît Courtin           | PS                       | UG                       | 2 532        | 25,56        |             |             |
|                          | Annie Fontaine           | PCF                      | UG                       | 2 532        | 25,56        |             |             |
|                          | Corinne Deroo-Mousain    | DVD                      | DVD                      | 1 098        | 11,08        |             |             |
|                          | Jean-Pierre Rombeaut     | DVD                      | DVD                      | 1 098        | 11,08        |             |             |
|                          |                          |                          |                          |              |              |             |             |
| Suffrages exprimés       | Suffrages exprimés       | Suffrages exprimés       | Suffrages exprimés       | 9 906        | 24,08        | 9 663       | 91,97       |
| Votes blancs             | Votes blancs             | Votes blancs             | Votes blancs             | 258          | 2,50         | 599         | 5,70        |
| Votes nuls               | Votes nuls               | Votes nuls               | Votes nuls               | 140          | 1,36         | 245         | 2,33        |
| Total                    | Total                    | Total                    | Total                    | 10 304       | 100          | 10 507      | 100         |
| Abstention               | Abstention               | Abstention               | Abstention               | 30 828       | 74,95        | 30 620      | 74,45       |
| Inscrits / participation | Inscrits / participation | Inscrits / participation | Inscrits / participation | 41 132       | 25,05        | 41 127      | 25,55       |

### Canton d'Orchies
| Candidats                | Candidats                              | Partis                   | Nuance                   | Premier tour | Premier tour | Second tour | Second tour |
| Candidats                | Candidats                              | Partis                   | Nuance                   | Voix         | %            | Voix        | %           |
| ------------------------ | -------------------------------------- | ------------------------ | ------------------------ | ------------ | ------------ | ----------- | ----------- |
|                          | Jean Luc Detavernier,                  | DVD                      | UD                       | 5 156        | 38,52        | 8 971       | 70,10       |
|                          | Marie-Helene Quatreboeufs-Niklikowski, | LR                       | UD                       | 5 156        | 38,52        | 8 971       | 70,10       |
|                          | Jean-Michel Desmadrille                | RN                       | RN                       | 3 206        | 23,95        | 3 826       | 29,90       |
|                          | Nicole Gillon                          | RN                       | RN                       | 3 206        | 23,95        | 3 826       | 29,90       |
|                          | Christophe Charles                     | PRG                      | UG                       | 1 366        | 10,21        |             |             |
|                          | Frédérique Mosio-Lardé                 | DVG                      | UG                       | 1 366        | 10,21        |             |             |
|                          | Maryse Faber-Rossi                     | EÉLV                     | ECO                      | 1 323        | 9,88         |             |             |
|                          | Jean-Christophe Leclercq               | EÉLV                     | ECO                      | 1 323        | 9,88         |             |             |
|                          | Freddy Kaczmarek                       | PCF                      | DVG                      | 1 199        | 8,96         |             |             |
|                          | Célia Pereira                          | LFI                      | DVG                      | 1 199        | 8,96         |             |             |
|                          | Aurélie Legrand                        | LREM                     | REM                      | 810          | 6,05         |             |             |
|                          | Quentin Morgan                         | LREM                     | REM                      | 810          | 6,05         |             |             |
|                          | Christian Delannoy                     | POID                     | EXG                      | 324          | 2,42         |             |             |
|                          | Sylvie Skotarek                        | POID                     | EXG                      | 324          | 2,42         |             |             |
|                          |                                        |                          |                          |              |              |             |             |
| Suffrages exprimés       | Suffrages exprimés                     | Suffrages exprimés       | Suffrages exprimés       | 13 384       | 95,54        | 12 797      | 91,59       |
| Votes blancs             | Votes blancs                           | Votes blancs             | Votes blancs             | 378          | 2,70         | 785         | 5,62        |
| Votes nuls               | Votes nuls                             | Votes nuls               | Votes nuls               | 247          | 1,76         | 390         | 2,79        |
| Total                    | Total                                  | Total                    | Total                    | 14 009       | 100          | 13 972      | 100         |
| Abstention               | Abstention                             | Abstention               | Abstention               | 27 450       | 66,21        | 27 502      | 66,31       |
| Inscrits / participation | Inscrits / participation               | Inscrits / participation | Inscrits / participation | 14 009       | 33,79        | 41 474      | 33,69       |

### Canton de Roubaix-1
| Candidats                | Candidats                | Partis                   | Nuance                   | Premier tour | Premier tour | Second tour | Second tour |
| Candidats                | Candidats                | Partis                   | Nuance                   | Voix         | %            | Voix        | %           |
| ------------------------ | ------------------------ | ------------------------ | ------------------------ | ------------ | ------------ | ----------- | ----------- |
|                          | Max-André Pick           | LR                       | UD                       | 2 111        | 36,89        | 3 432       | 57,78       |
|                          | Karima Zouggagh          | UDI                      | UD                       | 2 111        | 36,89        | 3 432       | 57,78       |
|                          | Ali Rahni                | EÉLV                     | UGE                      | 1 018        | 17,79        | 2 508       | 42,22       |
|                          | Corinne Vandenbrouck     | EÉLV                     | UGE                      | 1 018        | 17,79        | 2 508       | 42,22       |
|                          | Nadia Cattiaux           | PS                       | UG                       | 928          | 16,22        |             |             |
|                          | Guillaume Couvreur       | DVG                      | UG                       | 928          | 16,22        |             |             |
|                          | Yolande Vangermeersch    | RN                       | RN                       | 900          | 15,73        |             |             |
|                          | Jean-Sébastien Willem    | RN                       | RN                       | 900          | 15,73        |             |             |
|                          | Hakim Khiter             | G.s                      | DVG                      | 766          | 13,38        |             |             |
|                          | Aminata Ly               | LFI                      | DVG                      | 766          | 13,38        |             |             |
|                          |                          |                          |                          |              |              |             |             |
| Suffrages exprimés       | Suffrages exprimés       | Suffrages exprimés       | Suffrages exprimés       | 5 723        | 96,27        | 5 940       | 91,87       |
| Votes blancs             | Votes blancs             | Votes blancs             | Votes blancs             | 142          | 2,39         | 340         | 5,26        |
| Votes nuls               | Votes nuls               | Votes nuls               | Votes nuls               | 80           | 1,35         | 186         | 2,88        |
| Total                    | Total                    | Total                    | Total                    | 5 945        | 100          | 6 466       | 100         |
| Abstention               | Abstention               | Abstention               | Abstention               | 29 719       | 83,33        | 29 198      | 81,87       |
| Inscrits / participation | Inscrits / participation | Inscrits / participation | Inscrits / participation | 35 664       | 16,67        | 35 664      | 18,13       |

### Canton de Roubaix-2
| Candidats                | Candidats                | Partis                   | Nuance                   | Premier tour | Premier tour | Second tour | Second tour |
| Candidats                | Candidats                | Partis                   | Nuance                   | Voix         | %            | Voix        | %           |
| ------------------------ | ------------------------ | ------------------------ | ------------------------ | ------------ | ------------ | ----------- | ----------- |
|                          | Marie-Chantal Blain      | RN                       | RN                       | 2 815        | 30,22        | 3 776       | 38,63       |
|                          | Philippe Lambilliotte    | RN                       | RN                       | 2 815        | 30,22        | 3 776       | 38,63       |
|                          | Benjamin Caillieret      | DVG                      | DVG                      | 2 011        | 21,59        | 5 998       | 61,37       |
|                          | Soraya Fahem             | DVG                      | DVG                      | 2 011        | 21,59        | 5 998       | 61,37       |
|                          | Ali Mornagui             | PS                       | UGE                      | 1 809        | 19,42        |             |             |
|                          | Eliane Roussel           | PCF                      | UGE                      | 1 809        | 19,42        |             |             |
|                          | Camille de Ruielle       | MoDem                    | UCD                      | 1 276        | 13,70        |             |             |
|                          | Pierre-François Lazzaro  | LR                       | UCD                      | 1 276        | 13,70        |             |             |
|                          | Marjorie Delrue Boughari | DVG                      | DVG                      | 1 239        | 13,30        |             |             |
|                          | Christophe Ricci         | DVG                      | DVG                      | 1 239        | 13,30        |             |             |
|                          | Nathalie Fardel          | LP                       | DSV                      | 165          | 1,77         |             |             |
|                          | Hervé-André Milliou      | LP                       | DSV                      | 165          | 1,77         |             |             |
|                          |                          |                          |                          |              |              |             |             |
| Suffrages exprimés       | Suffrages exprimés       | Suffrages exprimés       | Suffrages exprimés       | 9 315        | 95,39        | 9 774       | 92,03       |
| Votes blancs             | Votes blancs             | Votes blancs             | Votes blancs             | 295          | 3,02         | 585         | 5,51        |
| Votes nuls               | Votes nuls               | Votes nuls               | Votes nuls               | 155          | 1,59         | 262         | 2,47        |
| Total                    | Total                    | Total                    | Total                    | 9 765        | 100          | 10 621      | 100         |
| Abstention               | Abstention               | Abstention               | Abstention               | 37 948       | 79,53        | 37 080      | 77,73       |
| Inscrits / participation | Inscrits / participation | Inscrits / participation | Inscrits / participation | 47 713       | 20,47        | 47 701      | 22,27       |

### Canton de Saint-Amand-les-Eaux
| Candidats                | Candidats                | Partis                   | Nuance                   | Premier tour | Premier tour | Second tour | Second tour |
| Candidats                | Candidats                | Partis                   | Nuance                   | Voix         | %            | Voix        | %           |
| ------------------------ | ------------------------ | ------------------------ | ------------------------ | ------------ | ------------ | ----------- | ----------- |
|                          | Claudine Deroeux         | DVG                      | DVG                      | 3 837        | 28,09        | 8 723       | 67,76       |
|                          | Éric Renaud              | DVG                      | DVG                      | 3 837        | 28,09        | 8 723       | 67,76       |
|                          | Guillaume Florquin       | RN                       | RN                       | 3 424        | 25,07        | 4 151       | 32,24       |
|                          | Bérengère Maurisse       | RN                       | RN                       | 3 424        | 25,07        | 4 151       | 32,24       |
|                          | Florian Renard           | PCF                      | COM                      | 3 271        | 23,95        |             |             |
|                          | Nelly Szymanski          | PCF                      | COM                      | 3 271        | 23,95        |             |             |
|                          | Stéphanie Hugues         | DVD                      | UD                       | 3 127        | 22,89        |             |             |
|                          | Jean-Claude Messager     | DVD                      | UD                       | 3 127        | 22,89        |             |             |
|                          |                          |                          |                          |              |              |             |             |
| Suffrages exprimés       | Suffrages exprimés       | Suffrages exprimés       | Suffrages exprimés       | 13 659       | 96,39        | 11 874      | 93,77       |
| Votes blancs             | Votes blancs             | Votes blancs             | Votes blancs             | 307          | 2,17         | 560         | 4,08        |
| Votes nuls               | Votes nuls               | Votes nuls               | Votes nuls               | 204          | 1,44         | 296         | 2,16        |
| Total                    | Total                    | Total                    | Total                    | 14 170       | 100          | 13 730      | 100         |
| Abstention               | Abstention               | Abstention               | Abstention               | 30 553       | 68,32        | 31 006      | 69,31       |
| Inscrits / participation | Inscrits / participation | Inscrits / participation | Inscrits / participation | 44 734       | 31,68        | 44 736      | 30,69       |

### Canton de Sin-le-Noble
| Candidats                | Candidats                  | Partis                   | Nuance                   | Premier tour | Premier tour | Second tour | Second tour |
| Candidats                | Candidats                  | Partis                   | Nuance                   | Voix         | %            | Voix        | %           |
| ------------------------ | -------------------------- | ------------------------ | ------------------------ | ------------ | ------------ | ----------- | ----------- |
|                          | Anne-Sophie Leclerc        | RN                       | RN                       | 4 249        | 30,36        | 5 590       | 40,92       |
|                          | Matthieu Marchio           | RN                       | RN                       | 4 249        | 30,36        | 5 590       | 40,92       |
|                          | Josyane Bridoux            | DVG                      | UG                       | 4 201        | 30,02        | 8 071       | 59,08       |
|                          | Frédéric Delannoy          | PS                       | UG                       | 4 201        | 30,02        | 8 071       | 59,08       |
|                          | Coline Craeye              | LREM                     | UCD                      | 3 567        | 25,49        |             |             |
|                          | Christophe Dumont          | DVD                      | UCD                      | 3 567        | 25,49        |             |             |
|                          | Dominique Ben              | PCF                      | COM                      | 1 324        | 9,46         |             |             |
|                          | Claudine Parnetzski-Lequet | PCF                      | COM                      | 1 324        | 9,46         |             |             |
|                          | Raphaël Brice              | LFI                      | FI                       | 654          | 4,67         |             |             |
|                          | Betty Covain               | LFI                      | FI                       | 654          | 4,67         |             |             |
|                          |                            |                          |                          |              |              |             |             |
| Suffrages exprimés       | Suffrages exprimés         | Suffrages exprimés       | Suffrages exprimés       | 13 995       | 95,20        | 13 661      | 91,73       |
| Votes blancs             | Votes blancs               | Votes blancs             | Votes blancs             | 490          | 3,33         | 830         | 5,57        |
| Votes nuls               | Votes nuls                 | Votes nuls               | Votes nuls               | 215          | 1,46         | 401         | 2,69        |
| Total                    | Total                      | Total                    | Total                    | 14 700       | 100          | 14 892      | 100         |
| Abstention               | Abstention                 | Abstention               | Abstention               | 35 172       | 70,52        | 34 986      | 70,14       |
| Inscrits / participation | Inscrits / participation   | Inscrits / participation | Inscrits / participation | 49 872       | 29,48        | 49 878      | 29,86       |

### Canton de Templeuve-en-Pévèle
| Candidats                | Candidats                   | Partis                   | Nuance                   | Premier tour | Premier tour | Second tour | Second tour |
| Candidats                | Candidats                   | Partis                   | Nuance                   | Voix         | %            | Voix        | %           |
| ------------------------ | --------------------------- | ------------------------ | ------------------------ | ------------ | ------------ | ----------- | ----------- |
|                          | Luc Monnet,                 | LR                       | UCD                      | 7 709        | 33,96        | 10 441      | 50,77       |
|                          | Charlotte Parmentier-Lecocq | LREM                     | UCD                      | 7 709        | 33,96        | 10 441      | 50,77       |
|                          | Sylvain Clément             | DVC                      | UCD                      | 5 907        | 26,03        | 10 126      | 49,23       |
|                          | Joëlle Cottenye,            | UDI                      | UCD                      | 5 907        | 26,03        | 10 126      | 49,23       |
|                          | Vinciane Faber              | EÉLV                     | UGE                      | 5 015        | 22,10        |             |             |
|                          | Didier Tournay              | DVG                      | UGE                      | 5 015        | 22,10        |             |             |
|                          | Virginie Fenain             | RN                       | RN                       | 4 066        | 17,91        |             |             |
|                          | Antoine Skurpel             | RN                       | RN                       | 4 066        | 17,91        |             |             |
|                          |                             |                          |                          |              |              |             |             |
| Suffrages exprimés       | Suffrages exprimés          | Suffrages exprimés       | Suffrages exprimés       | 22 697       | 97,17        | 20 567      | 86,58       |
| Votes blancs             | Votes blancs                | Votes blancs             | Votes blancs             | 430          | 1,84         | 2 279       | 9,59        |
| Votes nuls               | Votes nuls                  | Votes nuls               | Votes nuls               | 323          | 0,99         | 910         | 3,83        |
| Total                    | Total                       | Total                    | Total                    | 23 359       | 100          | 23 756      | 100         |
| Abstention               | Abstention                  | Abstention               | Abstention               | 38 052       | 61,96        | 37 670      | 61,33       |
| Inscrits / participation | Inscrits / participation    | Inscrits / participation | Inscrits / participation | 61 411       | 38,04        | 61 426      | 38,67       |

### Canton de Tourcoing-1
| Candidats                | Candidats                | Partis                   | Nuance                   | Premier tour | Premier tour | Second tour | Second tour |
| Candidats                | Candidats                | Partis                   | Nuance                   | Voix         | %            | Voix        | %           |
| ------------------------ | ------------------------ | ------------------------ | ------------------------ | ------------ | ------------ | ----------- | ----------- |
|                          | Vincent Ledoux           | Agir                     | UD                       | 6 200        | 52,77        | 8 539       | 72,59       |
|                          | Marie Tonnerre           | LR                       | UD                       | 6 200        | 52,77        | 8 539       | 72,59       |
|                          | Melanie d'Hondt          | RN                       | RN                       | 3 000        | 25,53        | 3 225       | 27,41       |
|                          | Bastien Verbrugghe       | LAF                      | RN                       | 3 000        | 25,53        | 3 225       | 27,41       |
|                          | Caroline Faidherbe       | PS                       | UGE                      | 2 549        | 21,70        |             |             |
|                          | Jules Huvig              | EÉLV                     | UGE                      | 2 549        | 21,70        |             |             |
|                          |                          |                          |                          |              |              |             |             |
| Suffrages exprimés       | Suffrages exprimés       | Suffrages exprimés       | Suffrages exprimés       | 11 749       | 23,69        | 11 764      | 23,71       |
| Votes blancs             | Votes blancs             | Votes blancs             | Votes blancs             | 296          | 0,60         | 638         | 1,29        |
| Votes nuls               | Votes nuls               | Votes nuls               | Votes nuls               | 156          | 0,31         | 244         | 0,49        |
| Total                    | Total                    | Total                    | Total                    | 12 201       | 100          | 12 646      | 100         |
| Abstention               | Abstention               | Abstention               | Abstention               | 37 396       | 75,40        | 36 970      | 74,51       |
| Inscrits / participation | Inscrits / participation | Inscrits / participation | Inscrits / participation | 49 597       | 24,60        | 49 616      | 25,49       |

### Canton de Tourcoing-2
| Candidats                | Candidats                | Partis                   | Nuance                   | Premier tour | Premier tour | Second tour | Second tour |
| Candidats                | Candidats                | Partis                   | Nuance                   | Voix         | %            | Voix        | %           |
| ------------------------ | ------------------------ | ------------------------ | ------------------------ | ------------ | ------------ | ----------- | ----------- |
|                          | Doriane Bécue,           | DVD                      | DVD                      | 4 765        | 54,11        | 5 812       | 64,98       |
|                          | Gérald Darmanin          | LREM                     | DVD                      | 4 765        | 54,11        | 5 812       | 64,98       |
|                          | Ali Laazaoui             | PS                       | UGE                      | 2 498        | 28,37        | 3 132       | 35,02       |
|                          | Katy Vuylsteker          | EÉLV                     | UGE                      | 2 498        | 28,37        | 3 132       | 35,02       |
|                          | Kathy Dal                | RN                       | RN                       | 1 543        | 17,52        |             |             |
|                          | Jean-Claude Guëll        | RN                       | RN                       | 1 543        | 17,52        |             |             |
|                          |                          |                          |                          |              |              |             |             |
| Suffrages exprimés       | Suffrages exprimés       | Suffrages exprimés       | Suffrages exprimés       | 8 806        | 96,46        | 8 944       | 92,94       |
| Votes blancs             | Votes blancs             | Votes blancs             | Votes blancs             | 214          | 2,34         | 448         | 4,66        |
| Votes nuls               | Votes nuls               | Votes nuls               | Votes nuls               | 109          | 1,19         | 321         | 2,40        |
| Total                    | Total                    | Total                    | Total                    | 9 129        | 100          | 9 623       | 100         |
| Abstention               | Abstention               | Abstention               | Abstention               | 37 531       | 80,44        | 37 052      | 79,38       |
| Inscrits / participation | Inscrits / participation | Inscrits / participation | Inscrits / participation | 46 660       | 19,56        | 46 675      | 20,62       |

### Canton de Valenciennes
| Candidats                | Candidats                | Partis                   | Nuance                   | Premier tour | Premier tour | Second tour | Second tour |
| Candidats                | Candidats                | Partis                   | Nuance                   | Voix         | %            | Voix        | %           |
| ------------------------ | ------------------------ | ------------------------ | ------------------------ | ------------ | ------------ | ----------- | ----------- |
|                          | Laurent Degallaix        | MR                       | UCD                      | 3 789        | 36,98        | 5 342       | 52,17       |
|                          | Valérie Létard           | UDI                      | UCD                      | 3 789        | 36,98        | 5 342       | 52,17       |
|                          | Yves Dusart,             | DVD                      | UD                       | 2 847        | 27,79        | 4 898       | 47,83       |
|                          | Geneviève Mannarino,     | UDI                      | UD                       | 2 847        | 27,79        | 4 898       | 47,83       |
|                          | Bertrand Culot           | RN                       | RN                       | 1 680        | 16,40        |             |             |
|                          | Chantal Plaquet          | RN                       | RN                       | 1 680        | 16,40        |             |             |
|                          | Quentin Omont            | EÉLV                     | UGE                      | 1 634        | 15,95        |             |             |
|                          | Luce Troadec             | LFI                      | UGE                      | 1 634        | 15,95        |             |             |
|                          | Valérie Caudron          | DLF                      | DVD                      | 296          | 2,89         |             |             |
|                          | Laurent Lasselin         | DVD                      | DVD                      | 296          | 2,89         |             |             |
|                          |                          |                          |                          |              |              |             |             |
| Suffrages exprimés       | Suffrages exprimés       | Suffrages exprimés       | Suffrages exprimés       | 10 246       | 96,92        | 10 240      | 91,44       |
| Votes blancs             | Votes blancs             | Votes blancs             | Votes blancs             | 171          | 1,62         | 656         | 5,86        |
| Votes nuls               | Votes nuls               | Votes nuls               | Votes nuls               | 155          | 1,47         | 303         | 2,71        |
| Total                    | Total                    | Total                    | Total                    | 10 572       | 100          | 11 199      | 100         |
| Abstention               | Abstention               | Abstention               | Abstention               | 21 955       | 67,50        | 21 332      | 65,57       |
| Inscrits / participation | Inscrits / participation | Inscrits / participation | Inscrits / participation | 32 527       | 32,50        | 32 531      | 34,43       |

### Canton de Villeneuve-d'Ascq
| Candidats                | Candidats                  | Partis                   | Nuance                   | Premier tour | Premier tour | Second tour | Second tour |
| Candidats                | Candidats                  | Partis                   | Nuance                   | Voix         | %            | Voix        | %           |
| ------------------------ | -------------------------- | ------------------------ | ------------------------ | ------------ | ------------ | ----------- | ----------- |
|                          | Christian Carnois          | DVC                      | UC                       | 3 780        | 26,92        | 6 459       | 46,79       |
|                          | Delphine Garnier           | LREM                     | UC                       | 3 780        | 26,92        | 6 459       | 46,79       |
|                          | Didier Manier,             | PS                       | UG                       | 3 051        | 21,73        | 7 344       | 53,21       |
|                          | Françoise Martin,          | DVG                      | UG                       | 3 051        | 21,73        | 7 344       | 53,21       |
|                          | Françoise Carlier          | PCF                      | UGE                      | 2 615        | 18,63        |             |             |
|                          | Gérard Léval               | DVG                      | UGE                      | 2 615        | 18,63        |             |             |
|                          | Victor Catteau             | RN                       | RN                       | 2 190        | 15,60        |             |             |
|                          | Anaïs Hoorens              | RN                       | RN                       | 2 190        | 15,60        |             |             |
|                          | Christophe Bonnard         | LR                       | UD                       | 1 243        | 8,85         |             |             |
|                          | Léna Van Nieuwenhuyse      | DVC                      | UD                       | 1 243        | 8,85         |             |             |
|                          | Marine Lemaire-Fourleignie | LFI                      | FI                       | 1 161        | 8,27         |             |             |
|                          | Antoine Marszalek          | LFI                      | FI                       | 1 161        | 8,27         |             |             |
|                          |                            |                          |                          |              |              |             |             |
| Suffrages exprimés       | Suffrages exprimés         | Suffrages exprimés       | Suffrages exprimés       | 14 040       | 97,00        | 13 803      | 90,42       |
| Votes blancs             | Votes blancs               | Votes blancs             | Votes blancs             | 307          | 2,12         | 961         | 6,30        |
| Votes nuls               | Votes nuls                 | Votes nuls               | Votes nuls               | 127          | 0,88         | 501         | 3,28        |
| Total                    | Total                      | Total                    | Total                    | 14 474       | 100          | 15 265      | 100         |
| Abstention               | Abstention                 | Abstention               | Abstention               | 33 737       | 69,98        | 32 960      | 68,35       |
| Inscrits / participation | Inscrits / participation   | Inscrits / participation | Inscrits / participation | 48 211       | 30,02        | 48 225      | 31,65       |

### Canton de Wormhout
| Candidats                | Candidats                | Partis                   | Nuance                   | Premier tour | Premier tour | Second tour | Second tour |
| Candidats                | Candidats                | Partis                   | Nuance                   | Voix         | %            | Voix        | %           |
| ------------------------ | ------------------------ | ------------------------ | ------------------------ | ------------ | ------------ | ----------- | ----------- |
|                          | Patrick Valois           | DVD                      | UD                       | 9 577        | 63,30        | 11 335      | 76,03       |
|                          | Anne Vanpeene            | DVD                      | UD                       | 9 577        | 63,30        | 11 335      | 76,03       |
|                          | Cédric Bernard           | RN                       | RN                       | 3 484        | 23,03        | 3 574       | 23,97       |
|                          | Lolita Herriou           | RN                       | RN                       | 3 484        | 23,03        | 3 574       | 23,97       |
|                          | Pierre Gonzalez          | PCF                      | UGE                      | 2 069        | 13,67        |             |             |
|                          | Nicole Loriau            | EÉLV                     | UGE                      | 2 069        | 13,67        |             |             |
|                          |                          |                          |                          |              |              |             |             |
| Suffrages exprimés       | Suffrages exprimés       | Suffrages exprimés       | Suffrages exprimés       | 15 130       | 95,3         | 14 909      | 93,93       |
| Votes blancs             | Votes blancs             | Votes blancs             | Votes blancs             | 465          | 2,93         | 634         | 3,99        |
| Votes nuls               | Votes nuls               | Votes nuls               | Votes nuls               | 284          | 1,79         | 330         | 2,08        |
| Total                    | Total                    | Total                    | Total                    | 15 879       | 100          | 15 873      | 100         |
| Abstention               | Abstention               | Abstention               | Abstention               | 25 716       | 61,82        | 25 730      | 61,85       |
| Inscrits / participation | Inscrits / participation | Inscrits / participation | Inscrits / participation | 41 595       | 38,18        | 41 603      | 38,15       |